# Миколаїв
Микола́їв (вимовляється [mɪkoˈɫɑjɪu̯] ( прослухати)) — місто-герой України, обласний центр Миколаївської області та адміністративний центр Миколаївського району. Займає 9-те місце за кількістю мешканців серед міст України з населенням 430 000 осіб.
24 березня 2022 року Указом Президента України з метою відзначення подвигу, масового героїзму та стійкості громадян, виявлених у захисті свого міста під час відсічі повномасштабного російського вторгнення в Україну місту присвоєно відзнаку «Місто-герой України».

## Історія

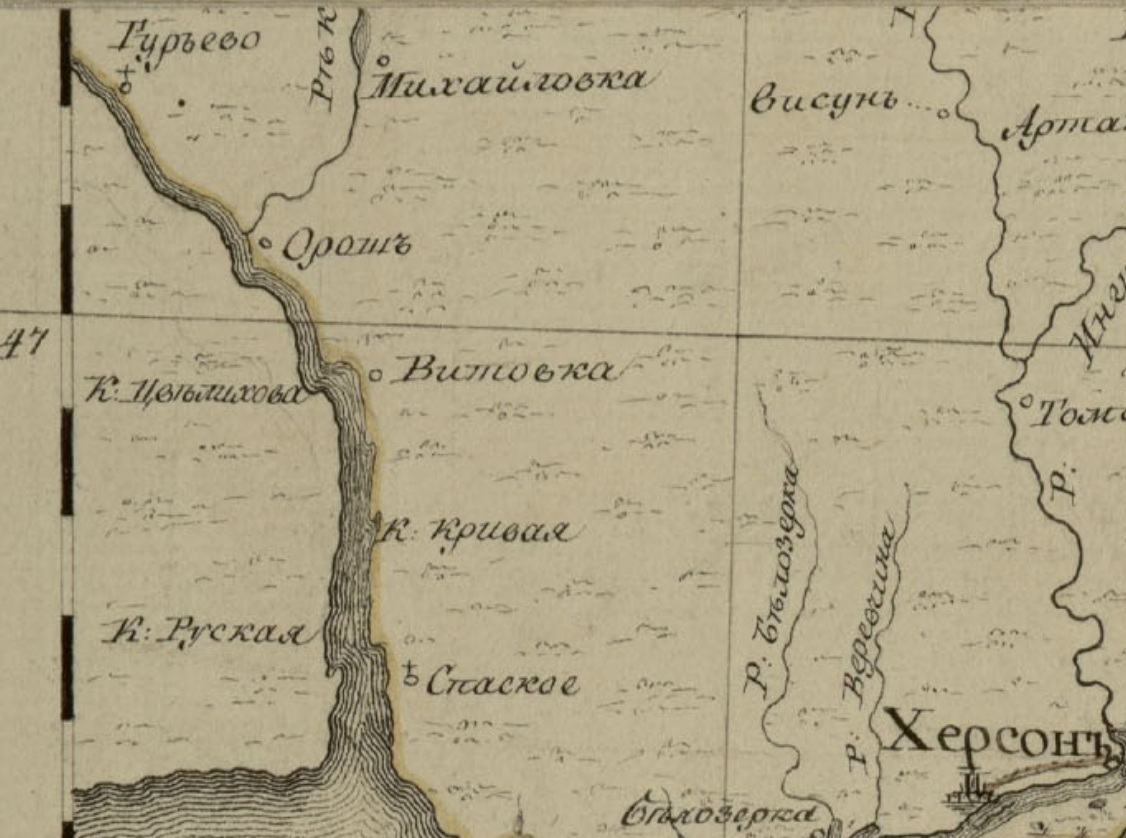
Орош і Вітовка на мапі О. М. Вільбрехта 1787 року

### Стародавні часи та заснування
На території сучасного Миколаєва близько 1250—925 років до н. е. існувало так зване місто людей кімерійських — стародавнє місто-порт кімерійців (білозерської культури). Це найстаріше місто на території України, що згадується в писемних джерелах.
У Середньовіччя, 1399 року, у південній місцині сучасного міста — Вітовці Великий литовський князь Вітовт звів тут Вітовтівський замок (фортецю) і митницю для контролю торгівлі з кримськими татарами. Деякий час поселення мало назву Виноградна круча..
Сучасний Миколаїв розбудований завдяки кораблебудуванню. Спочатку він будувався як корабельня. На карті О. М. Вільбрехта за 1787 рік на місці побудови Миколаївського (Ніколаєвского) адміралтейства вже через пару років позначено населений пункт Орош (Орошъ). Вважається що Орош було перейменовано на Воскресенське при побудові адміралтейства. Сучасне Воскресенське знаходиться значно на схід від бувшого «адміралтейства».
Під час російсько-турецької війни 1787—1791 рр., 21 липня 1788 року за наказом Г. О. Потьомкіна в гирлі Інгулу закладено суднобудівну верф. Совєтське енциклопедичне видання Історія міст і сіл Української РСР вказує що саме він «звелів іменувати її містом Миколаєвом — в пам'ять про взяття „російськими“ військами „турецької“ фортеці Очаків 6 грудня 1788 року в день святого Миколи». Кошти на побудову міста і верфи виділило Адміралтейське управління, а саме спорудження керувалося полковником Фалеєвим. Фалєєву допомагали такі спеціалісти як Іван Князєв (Північний Єкатерининський канал), Франц де Воллан, Іван Старов, Мануіл Портарій і Петро Неєлов. Результатом російсько-турецької війни 1787—1791 рр. була окупація і анексія земель «Очаковської області», відомої також як Єдисан і яка на той момент знаходилася на захід від Бугу. Миколаїв засновувався як прикордоне поселення Всеросійської Імперії.
Побудову міста починали на лівому березі Інгулу. У центрі розміщувалася верф зі слободою, на заході — цивільне передмістя, а на сході — військова слобідка. Перша забудована вулиця називалася Адміралською, до неї прилягали дві площі Адміралтейська і Соборна. На цій вулиці знаходилися будинки Адміралтейства, канцелярії Адмірала (виконував роль командира Чорноморського флоту і порту), Адміралтейський собор, міський магістрат. Будувалося місто за спеціально складеним російським архітектором Іваном Старовим планом — з прямими вулицями і кварталами правильної форми.
Вже через рік після заснування населення Миколаєва складало близько 10 тисяч людей, серед яких понад 3 тисяч людей становили "казенні майстрові"-суднобудівники. Серед іншого населення міста домінували солдати гренадерського полку, матроси гребної флотилії, купці, добровільні поселенці, втікачі-кріпаки і інші. Казенні майстрові зараховувалися на військову службу строком на 25 років і проходили військову муштру.
Протягом XIX століття Миколаїв був центром кораблебудування на Чорному морі, а також центром управління Чорноморським флотом Російської імперії. Назву місто отримало на честь покровителя мореплавців, святого Миколая і спуском на воду вітрильного фрегату «Св. Николай» у день проголошення міста.
1840 року в Миколаїві було відкрито театр, на сцені якого виступали приїжджі і місцеві аматорські трупи. Через поразку у Кримській війні в 1856 році було ліквідовано управління головного командира Чорноморського флоту у місті Миколаїв.
В 1862 році в Миколаїві було відкрито торговий порт, у який дозволено заходити іноземним суднам. Було створено таможню, іноземні консульства. На кінець 19-ого століття Миколаївський порт займав третє місце після Петербурга і Одеси за обсягом торгівлі із закордоном, а за експортом зерна, поставниками якого були степові губернії, — перше місце в країні. Поглиблення фарватера від Очакова до Миколаєва дало можливість заходити в порт великим океанським суднам. У 1880-х роках із Миколаївського порту щорічно в середньому вивозили понад 23 мілінів пудів зерна. Для зберігання його в 1893 році тут збудували елеватор. Крім хліба, з Миколаїва вивозилися придніпровські залізна і марганцева руди.
19-21 квітня 1899 року, під час святкування православного Великодня, стався триденний погром євреїв в Миколаєві.

### Українські визвольні змагання
Під час Української революції (1917—1921) Миколаїв, в ході проголошення Української Народної Республіки місто набуло статусу земського центра Помор'я. На той час, через активність більшовиків дістав прізвисько «червоний Пітер України». Протягом Першої радянсько-української війни місто опинилося під радянською владою. У 1918 році, після контрнаступу, в місті перебували союзні війська гетьмана Павла Скоропадського. Радянська влада на Миколаївщині утвердилась лише 1920 року.

### Радянський період
Під час Голодомору 1932—1933 років померло щонайменше 6045 жителів міста[джерело?]. Богоявленське (сучасний — Корабельний район) взимку 1933 року було занесене на так звану «Чорну дошку», люди пухнули та вмирали від голодомору.
З 1937 року місто — адміністративний центр Миколаївської області та Миколаївського району.
Під час Другої світової війни, перед наступом німецьких військ, у серпні 1941 року. 17 серпня 1941 року нацисти зайняли Миколаїв. 16 вересня 1941 року німецькі окупанти зібрали на міському кладовищі щонайменше 3500 євреїв й знищили їх. 28 березня 1944 року Миколаїв було звільнено від німців.
Діяльність ОУН в місті: Попри всю поширеність та таємність організації, перші арешти почалися вже у 1941 році. У південному регіоні арешти розпочалися з Миколаєва, у жовтні 1941 року було заарештовано 16 членів ОУН. Німецьке управління тоді ретельно чистило міста від націоналістів. У Миколаїв їм пощастило разом із арештом отримати важливі документи підпілля. У знайдених паперах було описано докладну структуру організації, перелічені їхні основні завдання. Найнебезпечнішим серед знайдених був список псевдонімів керівників організації. Щоб члени випадково не проговорили, або щоб їх не було можливості підслухати, імена ключових членів були зашифровані. Таким чином приховуючи їхні особи від поліції.
Після звільнення Миколаєва від гітлерівських військ, було створено спеціальну розслідувальну державну комісію. За її даними, під час окупації фашисти знищили близько 75 тисяч мирних жителів Миколаївщини та ще понад 30 тисяч військовополонених.
У повоєнний час Миколаїв став одним із найбільших центрів суднобудування в СРСР. В Миколаєві діяло секретне підприємство міністерства радіопромисловості «ПВТП» — Південне виробничо-технічне підприємство, що займалося створенням великих радіокомплексів з управління космічними супутниками і апаратами.

### У незалежній Україні
1 грудня 1991 року миколаївці разом з жителями області на другому Всеукраїнському референдумі 89,45 % голосів «за» підтвердили Акт проголошення незалежності України.
9 березня 2012 року в Миколаїві стався жорстокий злочин — убиство Оксани Макар. Після того, як двох підозрюваних було відпущено під підписку про невиїзд, в місті відбулися великі мітинги, а ситуація привернула увагу громадських діячів, українських та іноземних ЗМІ. Згодом центральний районний суд Миколаєва присудив покарання вбивцям.
Під час Революції гідності у 2013—2014 роках, в місті відбувалися протести за євроінтеграцію України. 25 лютого 2014 року проросійські активісти розбили наметове містечко, але зустріли супротив проукраїнських активістів. Сепаратисти намагалися влаштувати штурм облдержадміністрації, однак зустріли рішучий опір самооборонців і міліції.

#### Російсько-українська війна
24 лютого 2022 року, в день повномасштабного російського вторгнення в Україну, почалися бої за Миколаїв. 27 лютого російські війська активно почали використовувати ДРГ. Миколаїв став першим містом, де мародерів почали прив'язувати до стовпів.
1 березня російські окупаційні сили, що спробували ввійти в Миколаїв, отримавши потужний опір, почали тікати з Миколаєва в напрямі Баштанки. 2 березня біля села Калинівка ворог намагався пройти до Миколаєва, але українська артилерія розбила міст, і частина колони відступила до Херсону. 4 березня ворог почав контрнаступ на місто зі сторони МГЗ, зайшовши до Корабельного району, де зав'язався бій з 123-ю бригадою ТрО. Отримавши невдачу, під час відступу російські війська затрималися в одній зі шкіл, де розстріляли директора школи. Це була перша втрата серед цивільного населення в області. 7 березня війська вторгнення здійснили спробу захопити аеропорт Миколаєва, однак були вибиті. Згодом українські сили відтіснили російську армію від міста. Окупанти почали уражати цивільні об'єкти Миколаєва артилерією та крилатими ракетами.
29 березня 2022 року, вранці, крилата ракета російських військ потрапила в будівлю Миколаївської облдержадміністрації і зруйнувала центральну секцію з першого по дев'ятий поверхи без подальшого загоряння.
24 липня 2025 року, під час нічної атаки, російські «шахеди» влучили у базу норвезької гуманітарної організації «Norwegian People's Aid», яка допомагає з розмінуванням в Україні. Приміщення норвезької гуманітарної організації зазнало пошкоджень. У таборі на той час не було персоналу, завдані лише матеріальні збитки. Також в результаті обстрілу у місті виникло декілька пожеж.

## Географія

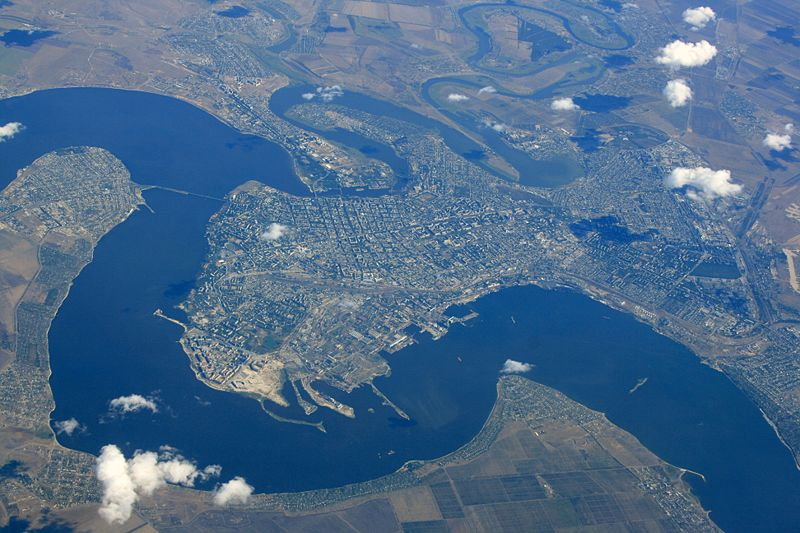
Вигляд на Миколаїв з півдня на північ з висоти 10 км

Місто Миколаїв розташоване у Північному Причорномор'ї (західна частина Понтійського степу), в гирлі річки Інгул, де вона впадає у Південний Буг, за 65 км від Чорного моря. Саме місто постало навколо місцевого адміралтейства у гирлі річки [Великий] Інгул, яка при впадінні в Буг (Бог) в'ється і вигинається створюючи велику кількість «колін» (півостровів). У цьому ж місці при злитті з Інгулом, Буг теж вється і розширюється переходячи в естуарій або лиман (Бузький лиман), який у свою чергу поєднюючись з Дніпром нижче за течією переходить в Дніпровсько-Бузький лиман. Саме після впадіння Інгулу, Буг виконує великий вигін нижче за своєю течією перетворючи територію свого лівого берега на умовний півострів, на якому і розташований сучасний Миколаїв.
Відстань до найбільших міст України автошляхами:
- На північ:
  - Київ — 480 км.
  - Кропивницький — 182 км.
  - Первомайськ — 164 км.
  - Умань — 279 км.
- На південь:
  - Очаків — 70 км.
  - Херсон — 72 км.
  - Олешки — 93 км.
  - Севастополь — 349 км.
- На схід:
  - Снігурівка — 69 км.
  - Нова Каховка — 141 км.
  - Кривий Ріг — 178 км.
  - Дніпро — 322 км.
  - Запоріжжя — 349 км.
  - Нікополь — 268 км.
  - Мелітополь — 303 км.
- На захід:
  - Березанка — 57 км.
  - Південне — 88 км.
  - Одеса — 133 км.
  - Роздільна — 204 км.
  - Чорноморськ — 166 км.
  - Білгород-Дністровський — 218 км.

### Клімат
| Клімат                                          | Клімат | Клімат | Клімат | Клімат | Клімат | Клімат | Клімат | Клімат | Клімат | Клімат | Клімат | Клімат | Клімат |
| Показник                                        | Січ.   | Лют.   | Бер.   | Квіт.  | Трав.  | Черв.  | Лип.   | Серп.  | Вер.   | Жовт.  | Лист.  | Груд.  | Рік    |
| Середній максимум, °C                           | −1     | 0      | 5      | 14     | 21     | 25     | 27     | 26     | 20     | 14     | 8      | 2      | 14     |
| Середня температура, °C                         | −3,1   | −1,8   | 2,6    | 10,2   | 16,5   | 20,4   | 22,3   | 21,8   | 16,9   | 10,3   | 4,4    | −0,1   | 10,0   |
| Середній мінімум, °C                            | −6     | −5     | 0      | 6      | 11     | 15     | 17     | 16     | 11     | 6      | 0      | −2     | 6      |
| Середня кількість сонячних годин на місяць      | 68,2   | 73,5   | 120,9  | 180,0  | 263,5  | 288,0  | 306,9  | 294,5  | 231,0  | 167,4  | 69,0   | 52,7   | 2116   |
| Норма опадів, мм                                | 35.7   | 35.4   | 29.0   | 32.3   | 43.5   | 54.2   | 56.2   | 41.0   | 39.5   | 21.5   | 36.4   | 42.6   | 467.3  |
| Днів з опадами                                  | 6,4    | 6,1    | 5,5    | 5,5    | 6,5    | 6,5    | 5,1    | 4,1    | 4,3    | 3,3    | 5,9    | 7,4    |        |
| ----------------------------------------------- | ------ | ------ | ------ | ------ | ------ | ------ | ------ | ------ | ------ | ------ | ------ | ------ | ------ |
| Джерело: Meteoprog.ua та Hong Kong Observatory. |        |        |        |        |        |        |        |        |        |        |        |        |        |

## Природа

### Рослинний світ

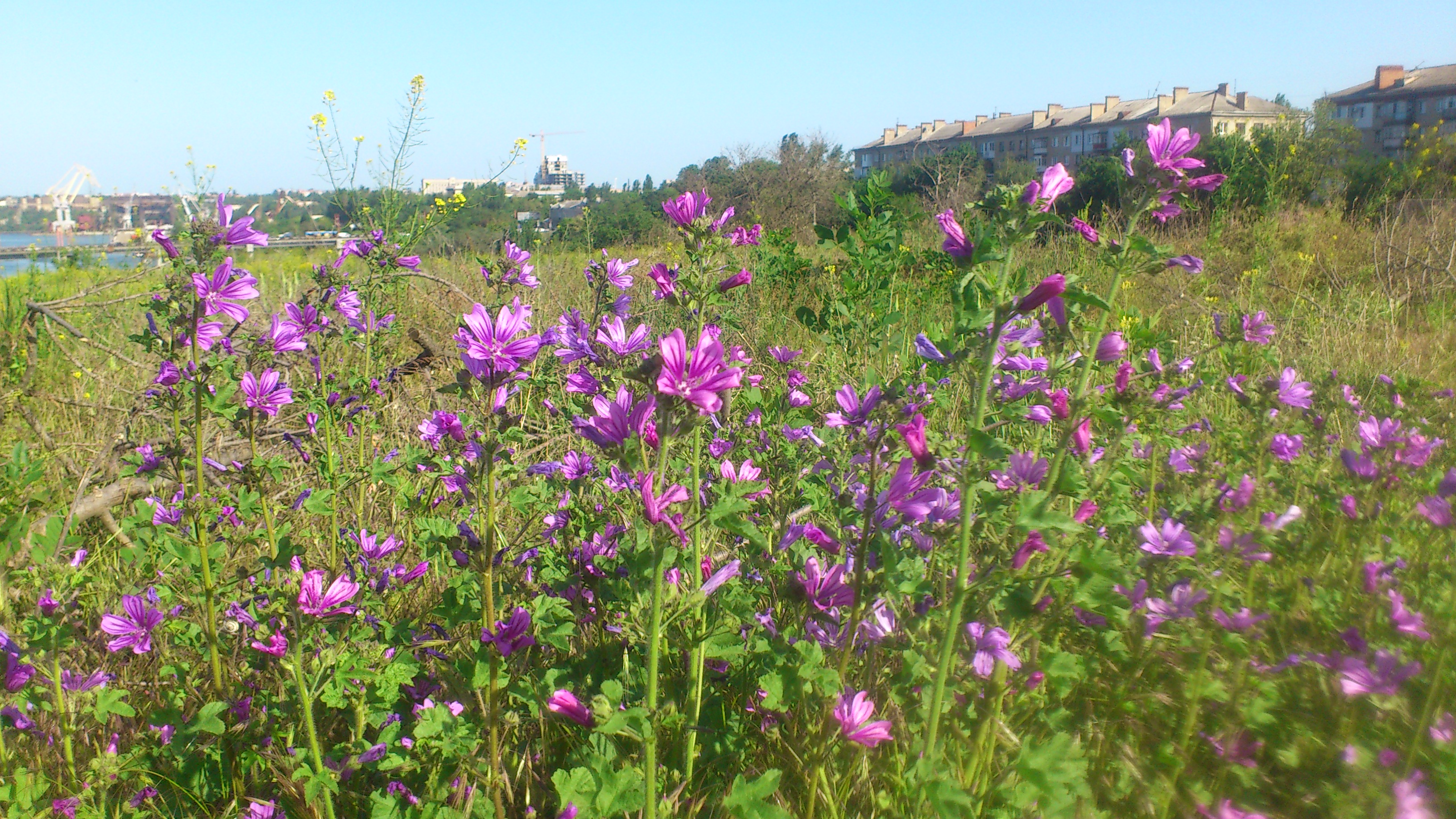
Квіти Дикого Саду

За дослідження, проведеного кандидатом біологічних наук Русланою Мельник 2001 року, у складі урбанофлори Миколаєва нараховувалося 909 видів судинних рослин, які належать до 441 роду, 100 родин, 57 порядків та 4 відділів. Вперше описано 224 види з цього регіону. Наведено результати систематичного, географічного, біоморфологічного та екологічного аналізів території міста. Адвентивна фракція урбанофлори налічувала 235 видів. Урбанофлора Миколаєва нараховувала 18 рідкісних видів судинних рослин, з яких 4 види включено до Європейського Червоного списку, 11 — до Червоної книги України, 3 види визначено рідкісними для Миколаївщини та угруповання двох формацій занесено до Зеленої книги України. Флоросозологічні дослідження показали, що 6 рідкісних видів ймовірно зникли з території міста, тому розпочато реінтродукцію трьох видів зниклих рослин, 12 видів перебувало на межі зникнення.
Поблизу селища Матвіївка розташований Матвіївський ліс, перші насадження якого було закладено 1952 року, а до того на його місці були сади з криницями. Основними представниками дерев є сосна та робінія (звана «акацією»). У лісі водиться багато видів тварин і птахів.

### Природно-заповідний фонд
Лісовий заказник Балабанівка.
Гідрологічний заказник Вітовське водосховище.
Ботанічні пам'ятки природи: Волошка білоперлинна, Горизонтальний дуб (дендропарк «Дружба»), Дуб (пам'ятка природи, Миколаїв, вул. Адмірала Макарова), Дуб (вул. Велика Морська), Дуб черешчатий, Дуб черешчатий по вул. Адміральська, 22, Сквер «Пам'ять».
Гідрологічна пам'ятка природи: Турецький фонтан.
Парки-пам'ятки садово-паркового мистецтва: Аркасівський сквер, Ліски, Народний сад, Парк ім. 68 моряків-десантників, Перемоги, Сквер Юних героїв, Сквер суднобудівників, Флотський бульвар, Юність.
Заповідне урочище: Дубки.
Зоологічний парк: Миколаївський (загальнодержавного значення).

## Населення
Станом на 1 січня 2022 року чисельність населення Миколаєва становила 470 011 осіб (42,5 % населення Миколаївської області). На початку 2022 р. за чисельністю населення серед міст України Миколаїв посідає 9-те місце.
На початку повномасштабного російського вторгнення в Україну, коли російські окупанти були на підступах до Миколаєва, його населення скоротилось більш, ніж вдвічі. Станом на березень 2022 року в місті перебувало не більше, ніж 200 000 цивільних мешканців. Станом на травень 2023 року довоєнне населення міста практично відновилося. Зараз там проживає близько 420 тисяч осіб. Це близько 90 % від довоєнного населення[джерело?].
|          | 1926  | 1939  | 1959  | 1989  | 2001  |
| -------- | ----- | ----- | ----- | ----- | ----- |
| українці | 29,9  | 49,7  | 59,7  | 63,2  | 72,6  |
| росіяни  | 44,6  | 31,0  | 30,3  | 31,2  | 22,6  |
| євреї    | 20,8  | 15,2  | 6,8   | 2,1   | 0,5   |
| білоруси | 0,3   | 0,7   | 1,0   | 1,1   | 0,8   |
| болгари  | 0,2 % | 0,6 % | 0,6 % |       | 0,8 % |
| поляки   | 1,7 % |       |       |       |       |
| німці    | 1,1 % | 0,9 % |       | 0,1 % |       |

### Мовний склад
| мова       | 1897 | 1926 | 1989 | 2001 |
| ---------- | ---- | ---- | ---- | ---- |
| українська | 8,5  | 10,3 | 36,5 | 42,2 |
| російська  | 66,3 | 77,8 | 62,0 | 56,8 |
| єврейська  | 19,5 | 9,3  | 0,1  |      |

Мовний склад населення районів Миколаєва за переписом 2001 року, %
|                   | українська | російська | болгарська | вірменська |
| ----------------- | ---------- | --------- | ---------- | ---------- |
| Заводський район  | 37,5       | 61,7      | 0,04       | 0,15       |
| Корабельний район | 55,2       | 43,8      | 0,04       | 0,30       |
| Інгульський район | 38,4       | 60,9      | 0,04       | 0,16       |
| Центральний район | 42,7       | 56,0      | 0,75       | 0,13       |
| Миколаїв          | 42,2       | 56,8      | 0,25       | 0,17       |

Українська мова є єдиною офіційною мовою міста.
Російське вторгнення в Україну спровокувало нову хвилю українізації у місті, дедалі більше у минулому російськомовних мешканців міста переходять на українську мову. Згідно з опитуванням, проведеним Міжнародним республіканським інститутом у квітні-травні 2023 року, українською вдома розмовляли 30 % населення міста, російською — 61 %.
Відповідно з опитуванням, проведеним Міжнародним республіканським інститутом у квітні-травні 2024 року, українською вдома розмовляли 49 % населення міста, російською — 75 % (на відміну від опитування 2023 року було дозволено вибір кількох варіантів).
17 червня 2022 року виконавчий комітет Миколаївської міської ради ухвалив рішення про заборону використання російської мови в комунальних закладах загальної середньої освіти м. Миколаєва з 1 вересня 2022 року.

### Освіта

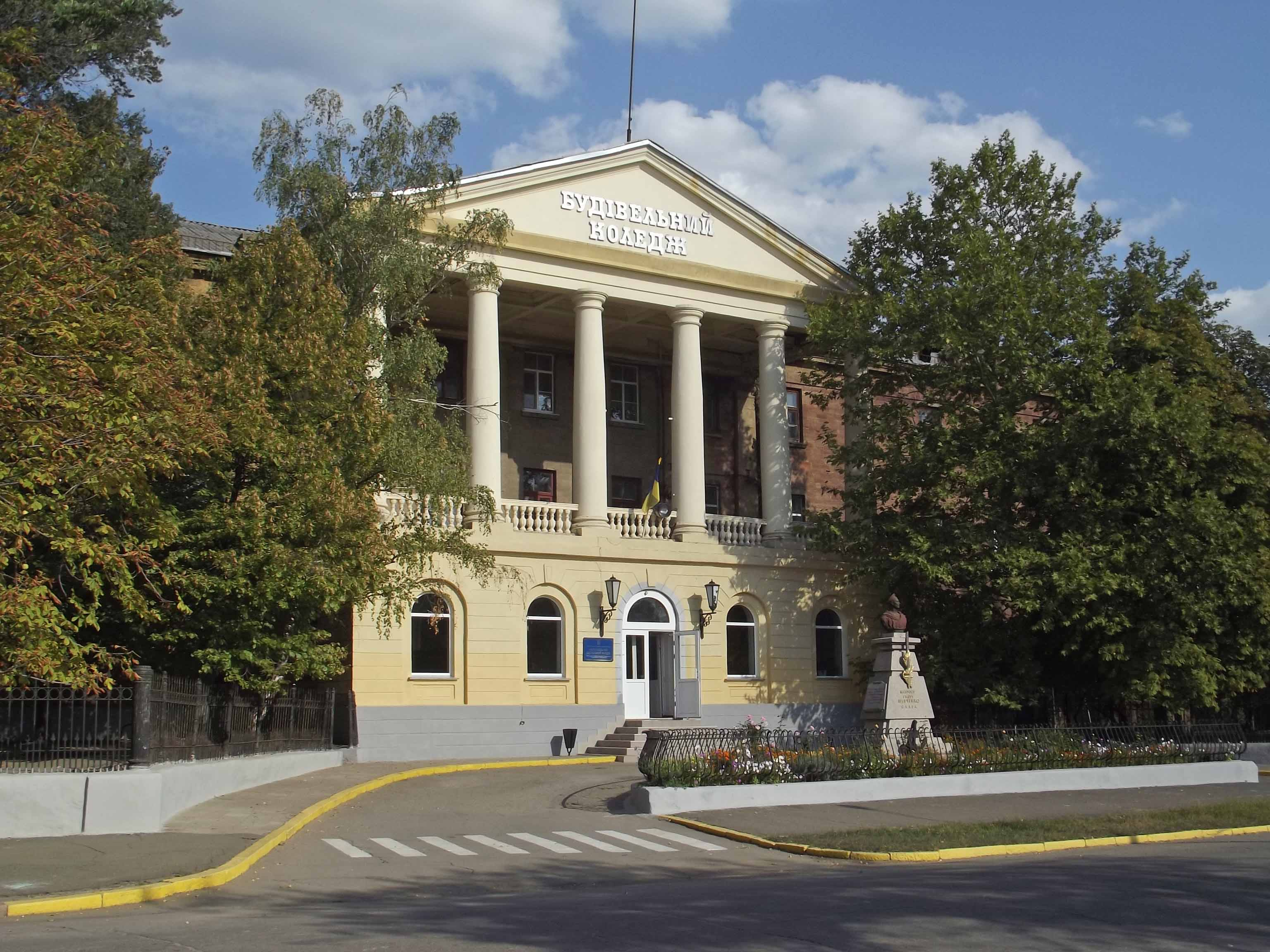
Миколаївський будівельний коледж

Освітня мережа міста Миколаїв налічує 74 діючих дошкільних і 75 загальноосвітніх навчальних закладів різних типів. Керівним органом у галузі дошкільної, загально середньої та позашкільної освіти в місті є Управління освіти виконкому Миколаївської міської ради.
У Миколаєві працюють декілька вищих навчальних закладів (як державні, так і приватної форми власності):
- Чорноморський національний університет імені Петра Могили;
- Миколаївський міжрегіональний інститут розвитку людини «Україна»
- Національний університет кораблебудування імені адмірала Макарова;
- Миколаївський національний аграрний університет;
- Миколаївський політехнічний інститут;
- Миколаївський національний університет імені В. О. Сухомлинського та інші.

Мовами викладання у навчальних закладах Миколаєва є державна українська. У мережі середніх шкіл факультативно вивчаються мови деяких нацменшин.

### Медицина

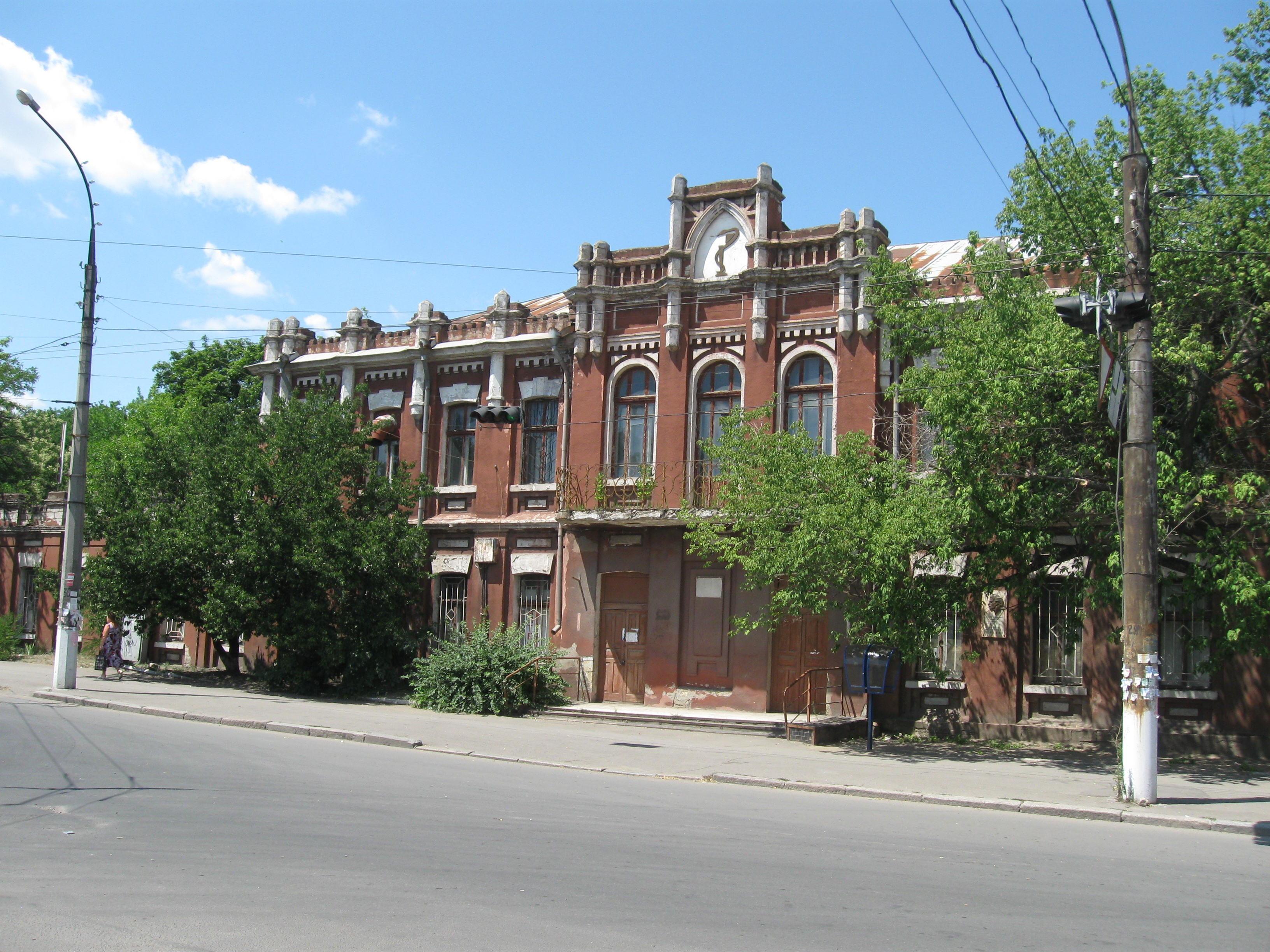
Міська лікарня № 1 (Миколаїв)

У Миколаєві діє розгалужена мережа як державних і комунальних, так і приватних медичних закладів, загальний контроль за діяльністю яких і якістю надаваних послуг здійснює Управління охорони здоров'я міста Миколаєва. Державні і комунальні медичні заклади (офіційні дані на кінець 2000-х років):
- міські лікарні № 1,3,4; лікарня, станція і 3 підстанції швидкої медичної допомоги; 2 дитячих лікарні і 3 пологових будинки[50]; У 2020 році міська лікарня № 1 здобула[51] нагороду «Краще підприємство України» у галузі медицина.
- КНП Миколаївська обласна психіатрична лікарня № 2;
- міські поліклініки № 1—4 і дитячі поліклініки № 1—3[52];
- стоматологічні поліклініки № 1—3 і дитяча стоматологічна поліклініка[53];
- низка санаторіїв і профілакторіїв («Знання», «Дубки», «Інгул», «Південний»)[54];
- міський протитуберкульозний диспансер, міська дезінфекційна станція, міська і районні санітарно-епідемічні станції[55].

Медико-санітарні частини діють на великих міських підприємствах.
У місті розвинена сфера приватної медицини, як загального терапевтичного, так і спеціального — діагностичного, стоматологічного, наркологічно-неврологічного, дитячого спрямування, діє перша міська приватна швидка медична допомога «077 Швидка допомога».

### Релігія
У Миколаєві народився та жив найвідоміший єврейський діяч XX століття Менахем Мендл Шнеєрсон.
У 2015 році на балансі комунального підприємства «Миколаївська ритуальна служба» знаходяться 15 кладовищ, з них закритих 9.. Найбільшими з них є Мішковський цвинтар (122 га) і Некрополь Миколаєва (32,9 га).

### Культура

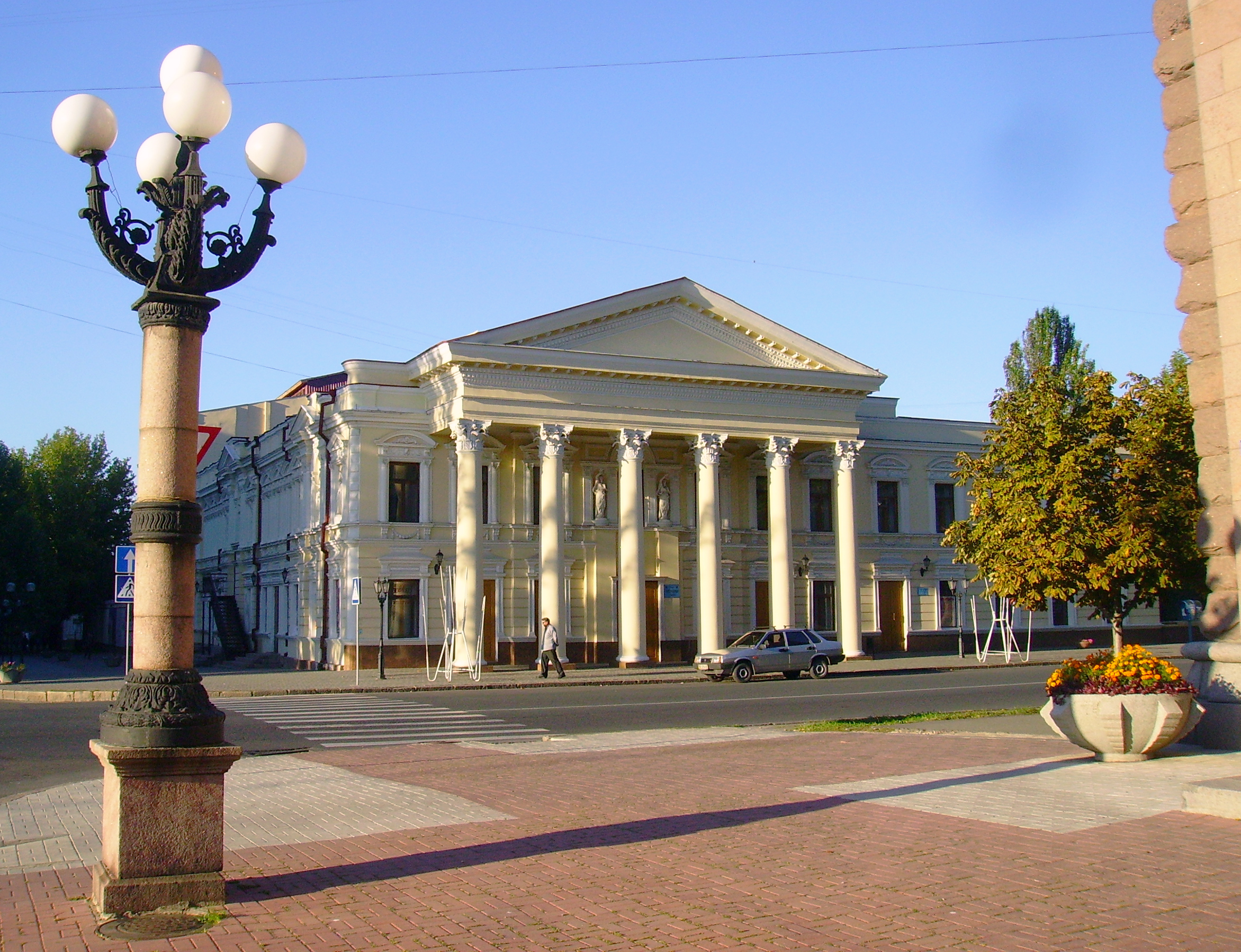
Миколаївський академічний художній драматичний театр

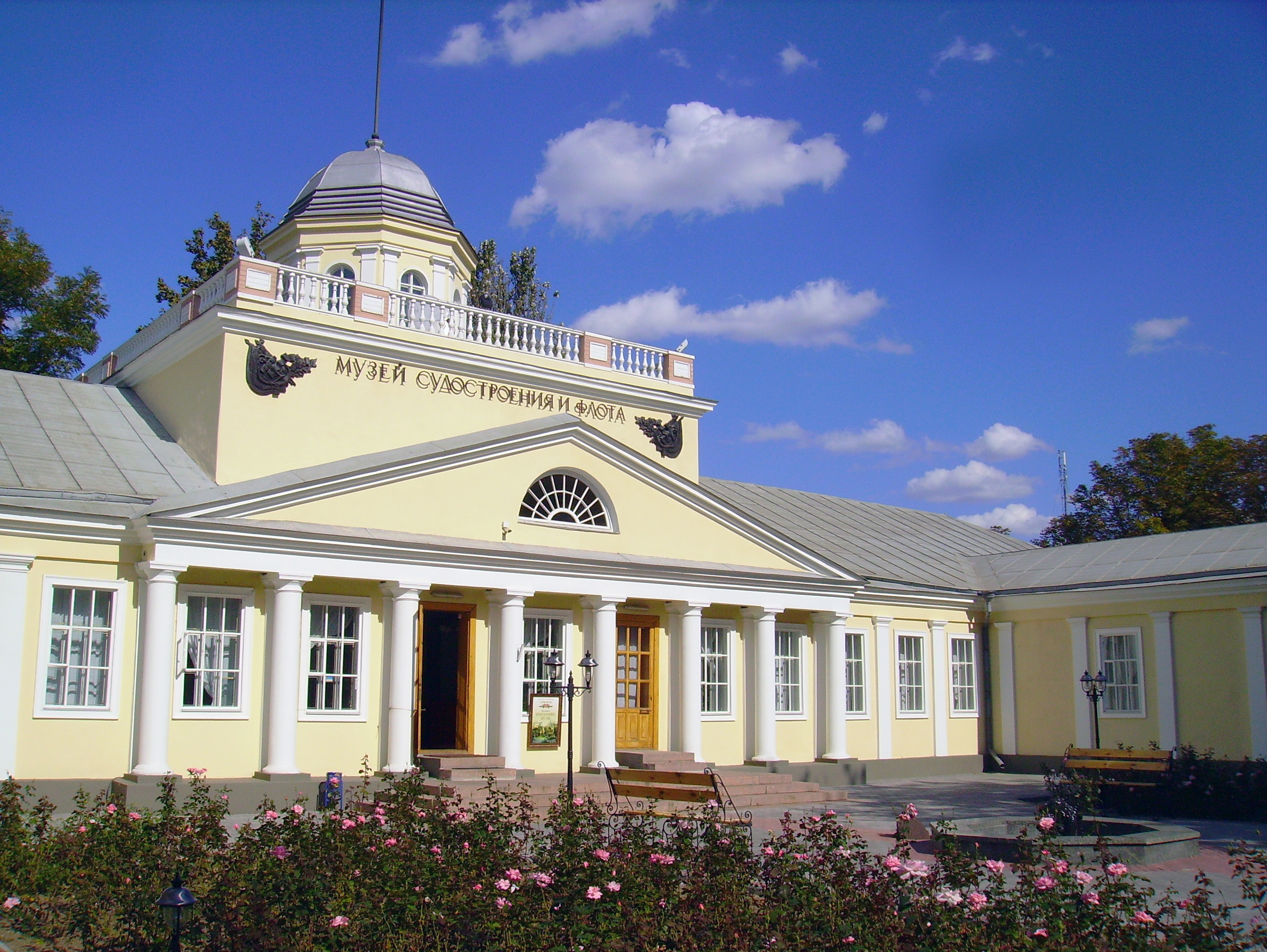
Миколаївський музей суднобудування і флоту

Миколаїв — значний культурно-просвітницький осередок Південної України.
У Миколаєві діють 58 закладів культури, що перебувають на обліку комунального міського господарства. З-поміж них три театри, музеї, міський культурний центр і 4 будинки культури, 10 шкіл естетичного виховання, клубні установи, міські парки культури і відпочинку та Миколаївський зоопарк, культурно-ігровий комплекс Дитяче містечко «Казка», розгалужена мережа з 35 бібліотек тощо.

#### Театр, музика і кіно
- Академічний український театр драми і музичної комедії;
- обласний театр ляльок;
- Миколаївський академічний художній драматичний театр

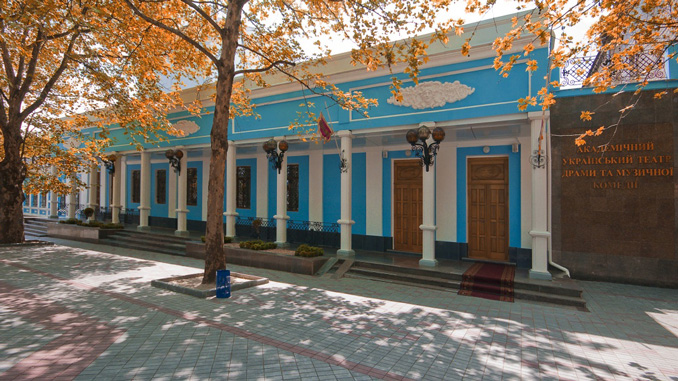
Миколаївський національний академічний український театр драми і музичної комедії

У місті працює обласна філармонія, також на комунальному балансі перебувають муніципальний театр-студія естрадної пісні, Муніципальний камерний оркестр тощо. Головні кінотеатри — «Батьківщина», «Мультиплекс», «Піонер» та КЗ «Юність».

#### Музеї
Миколаївські музеї:
- Миколаївський обласний краєзнавчий музей;
- Музей «Підпільно-партизанського руху на Миколаївщині»;
- Миколаївський обласний художній музей імені В. В. Верещагіна;
- Миколаївський музей суднобудування і флоту;
- Музей Миколаївської астрономічної обсерваторії.

#### Бібліотеки
Найбільші бібліотеки міста:

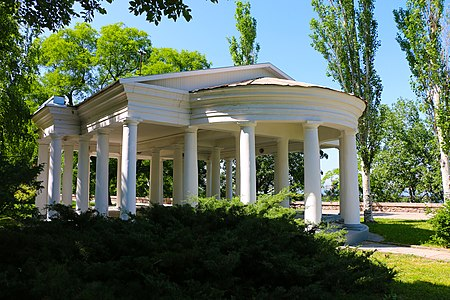
Ротонда (Миколаїв)

- Миколаївська державна обласна універсальна наукова бібліотека;
- Миколаївська обласна бібліотека для юнацтва;
- Миколаївська обласна бібліотека для дітей;
- Центральна бібліотека ім. М. Л. Кропивницького ЦБС для дорослих м. Миколаєва;
- Центральна міська бібліотека для дітей ім. Ш. Кобера і В. Хоменка ЦБС м. Миколаєва;
- Науково-педагогічна бібліотека міста Миколаєва.
- Наукова бібліотека Національного університету кораблебудування імені адмірала Макарова

У місті, одному з перших у державі, діє зведений електронний каталог миколаївських бібліотек-учасників проєкту «Ресурси бібліотек міста Миколаєва» (проєкт Миколаївської обласної бібліотечної асоціації, МОБА).

#### Парки
Найбільші міські парки Миколаєва:
- дендропарк «Дружба»;
- парк «Юність»;
- парк «Перемоги»;
- парк «Ліски»;
- парк «Богоявленський»;
- парк «Народний сад»;
- сквер Юних героїв.

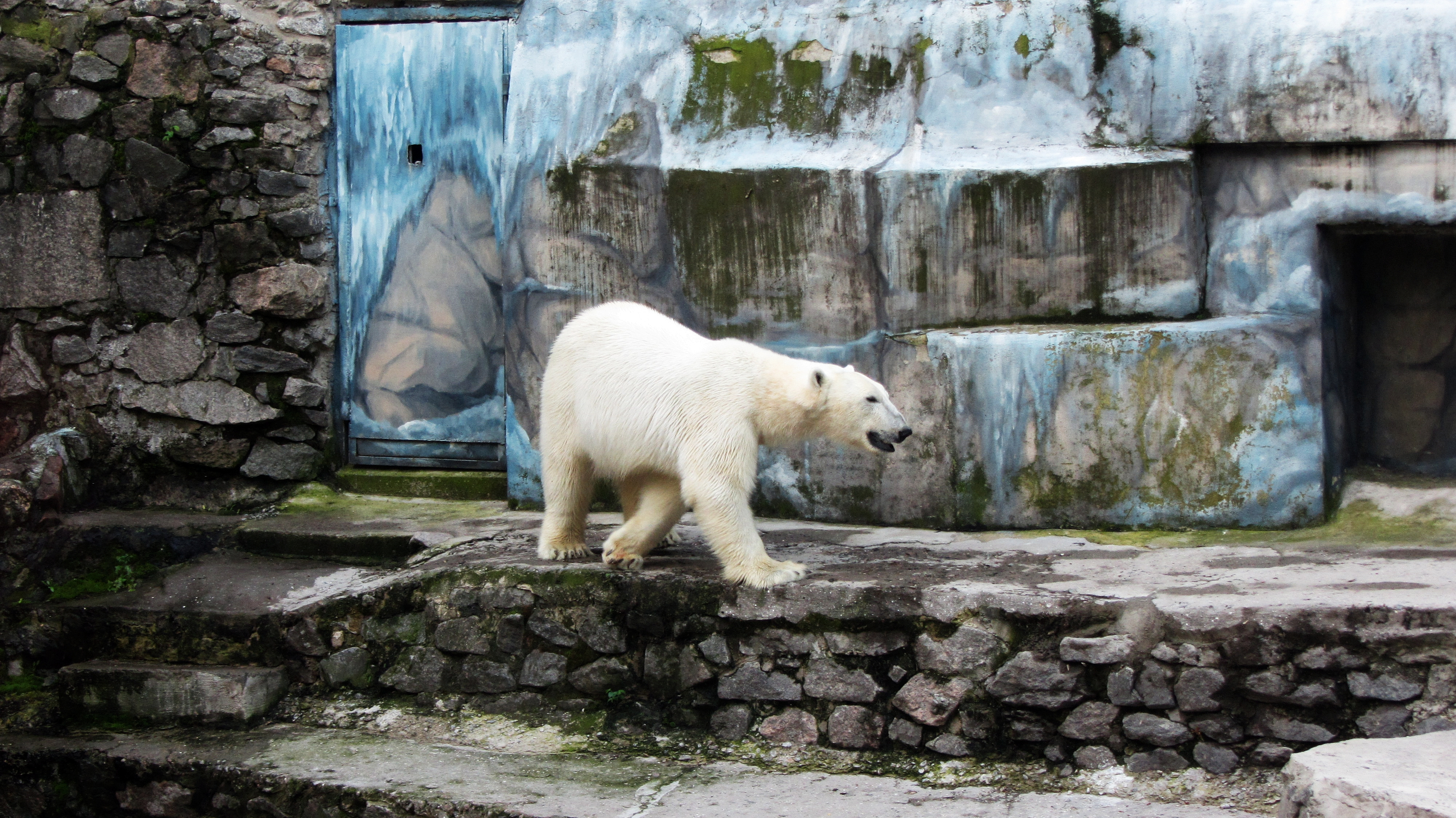
Білий ведмідь у Миколаївському зоопарку

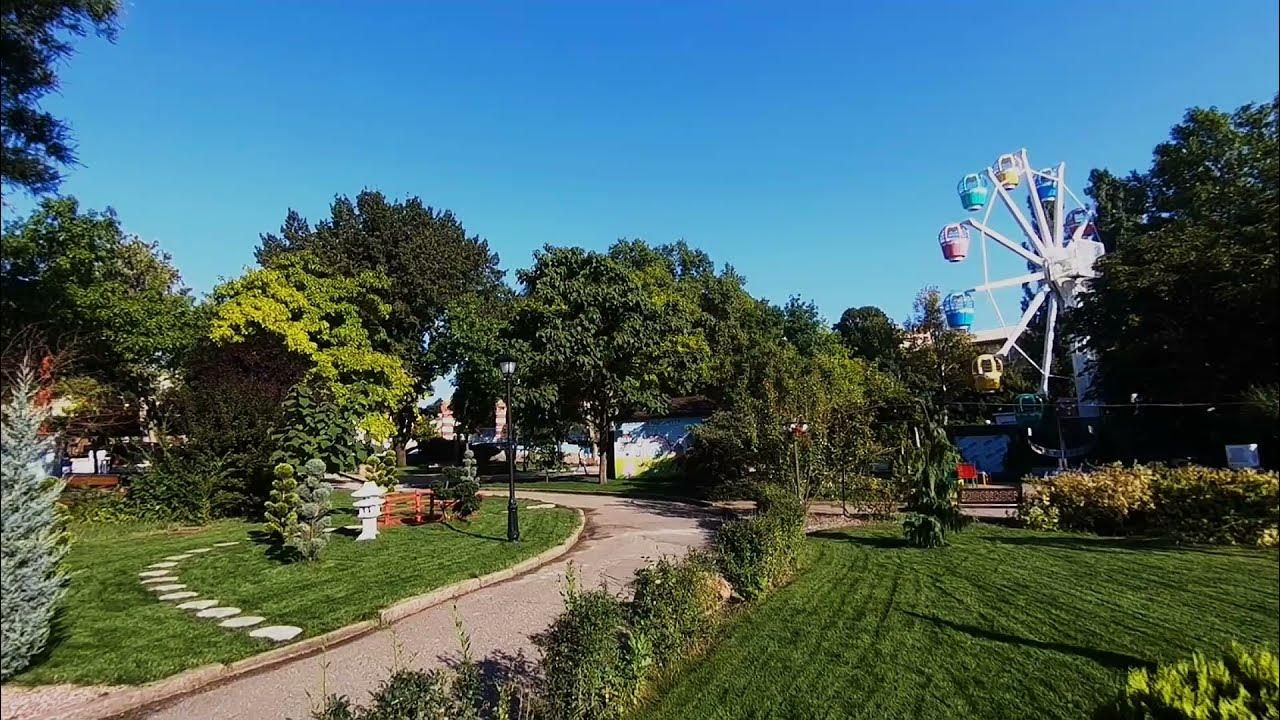
Дитяче містечко «Казка»

У місті розташований один із найкращих в Україні і найвідоміших у Європі зоопарків — «Миколаївський зоопарк».
Креативні індустрії:
У місті діє Платформа MY ART [Архівовано 15 березня 2022 у Wayback Machine.] — спільнота культурних меджерів, які реалізують мистецькі проєкти за участі фотографів, художників, аніматорів, режисерів, акторів, музикантів, педагогів та активних людей, які цікавляться сучасним мистецтвом. Спільнота була створена в 2017 році навколо проведення фестивалю Mykolaiv Art Week. Платформа разом з «Агенцією розвитку Миколаєва» стала ініціатором створення артпростору ДОФ, де влітку демонструють шедеври світового артхаусного кіно просто неба.
У 2019 році в місті відкрився простір *8ПРИЧАЛ [Архівовано 15 березня 2022 у Wayback Machine.], який став головною локацією проведення Днів сучасного мистецтва у Миколаєві.

## Адміністративний поділ
У жовтні 1938 року створено два міських райони — Центральний та Сталінський, тоді ж було розширено межі Миколаїва.
У серпні 1948 року районний поділ скасовано, у серпні 1951 року поновлено.
15 листопада 1996 року Верховна Рада України включила у межі міста селища Велика Корениха, Матвіївка, Тернівка та село Мала Корениха.

### Райони

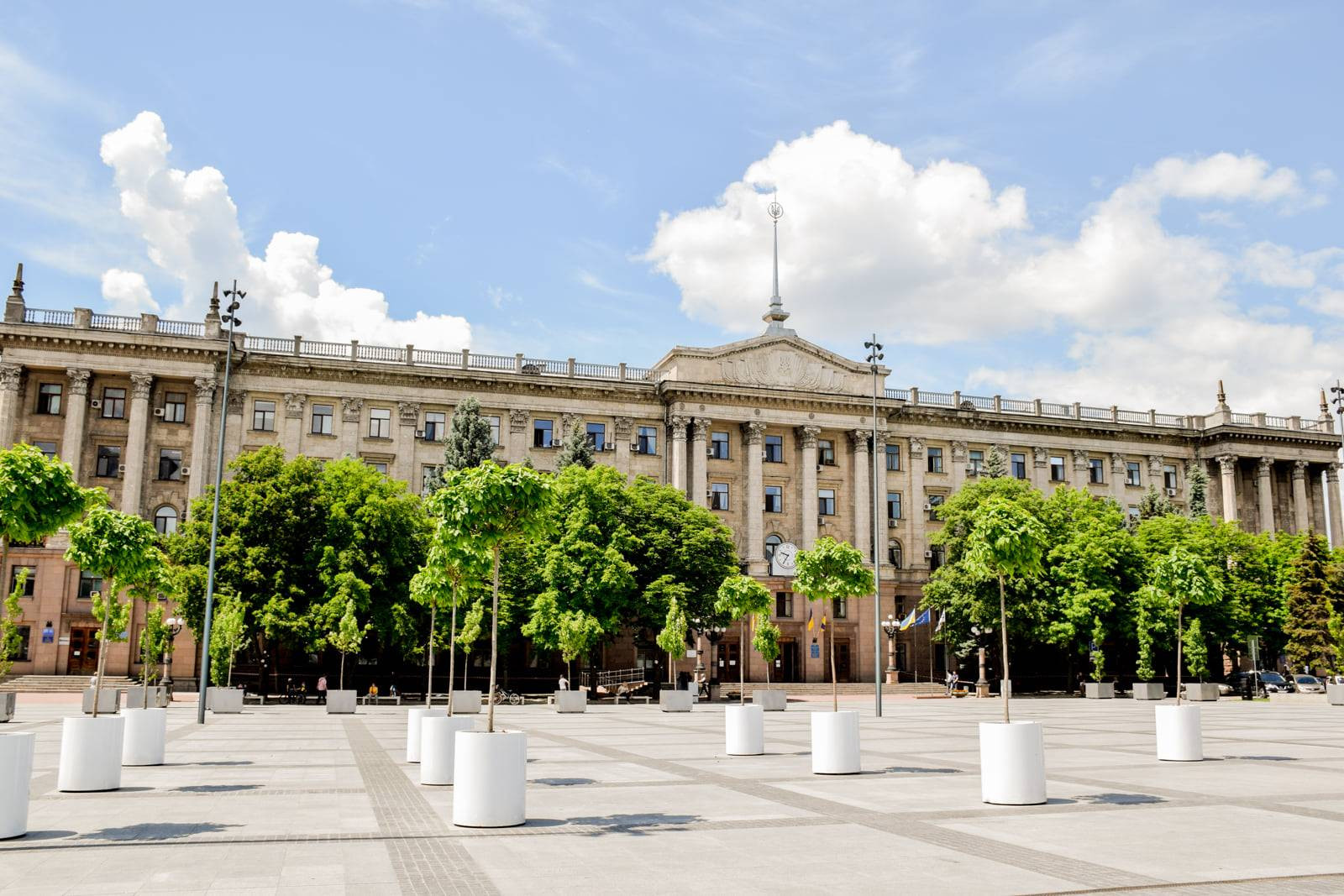
Соборна площа

Місто поділено на чотири адміністративних райони:
- Центральний — на північному заході міста. Включає історичний центр міста, Ракетне Урочище, місцевості Соляні, Північний, Тернівка (тут діє власна селищна рада), Матвіївка, Варварівка.
- Заводський — на заході міста, де розташована основна промзона. До його складу входять житлові «спальні» мікрорайони Намив, Ліски та новий мікрорайон Ліски-2.
- Інгульський — на сході міста. Включає місцевості ПТЗ, Новий Водопій та Старий Водопій. На території району містяться автовокзал, залізничний вокзал, зоопарк.
- Корабельний — на півдні міста. Включає такі місцевості, як Широка Балка, Богоявленський (Вітовка), Балабанівка, Кульбакине.

### Місцевості та житлові масиви
| - 13 лінія - Абісинія - Аляуди - Балабанівка - острів Батарея - Велика Корениха - Варварівка - Воєнна Слобідка - Дикий Сад - Інвалідний Хутір - Історичний центр | - Богоявленський - Кульбакине - Ліски - Ліски-2 - Мала Корениха - Матвіївка - Морпорт - Намив - Новий Водопій - Причепівка - ПТЗ | - П'ять кутів - Робоча Слобідка - Ракетне Урочище - Північний - Сади - Селище Горького - Сонячний - Соляні - Сортировка - Старий Водопій - Вантажний вокзал | - Сухий Фонтан - Темвод - Тернівка - Царське село - Центральний Ринок - Широка Балка - Ялти - Яхт-клуб |

## Економіка

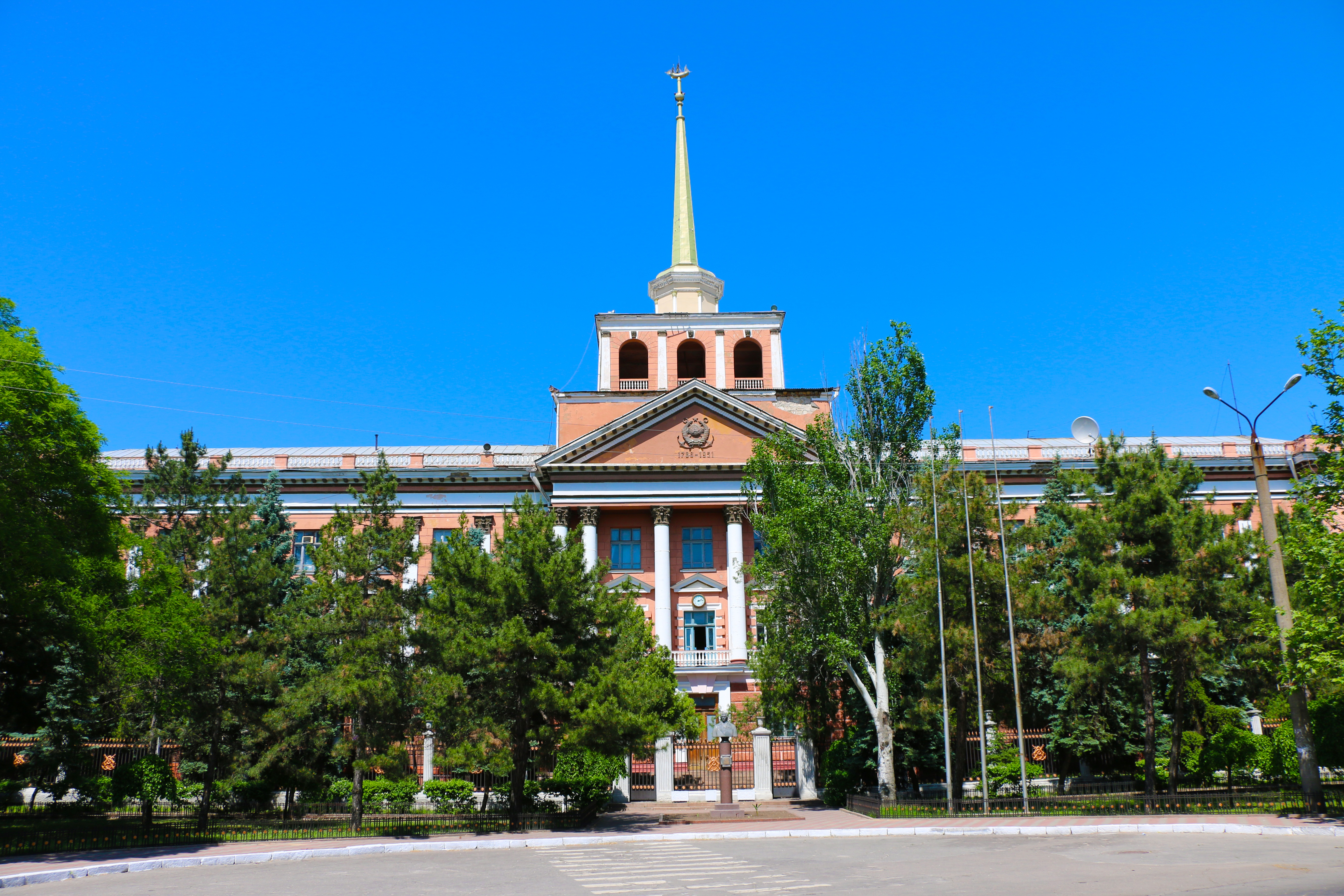
Адміралтейство

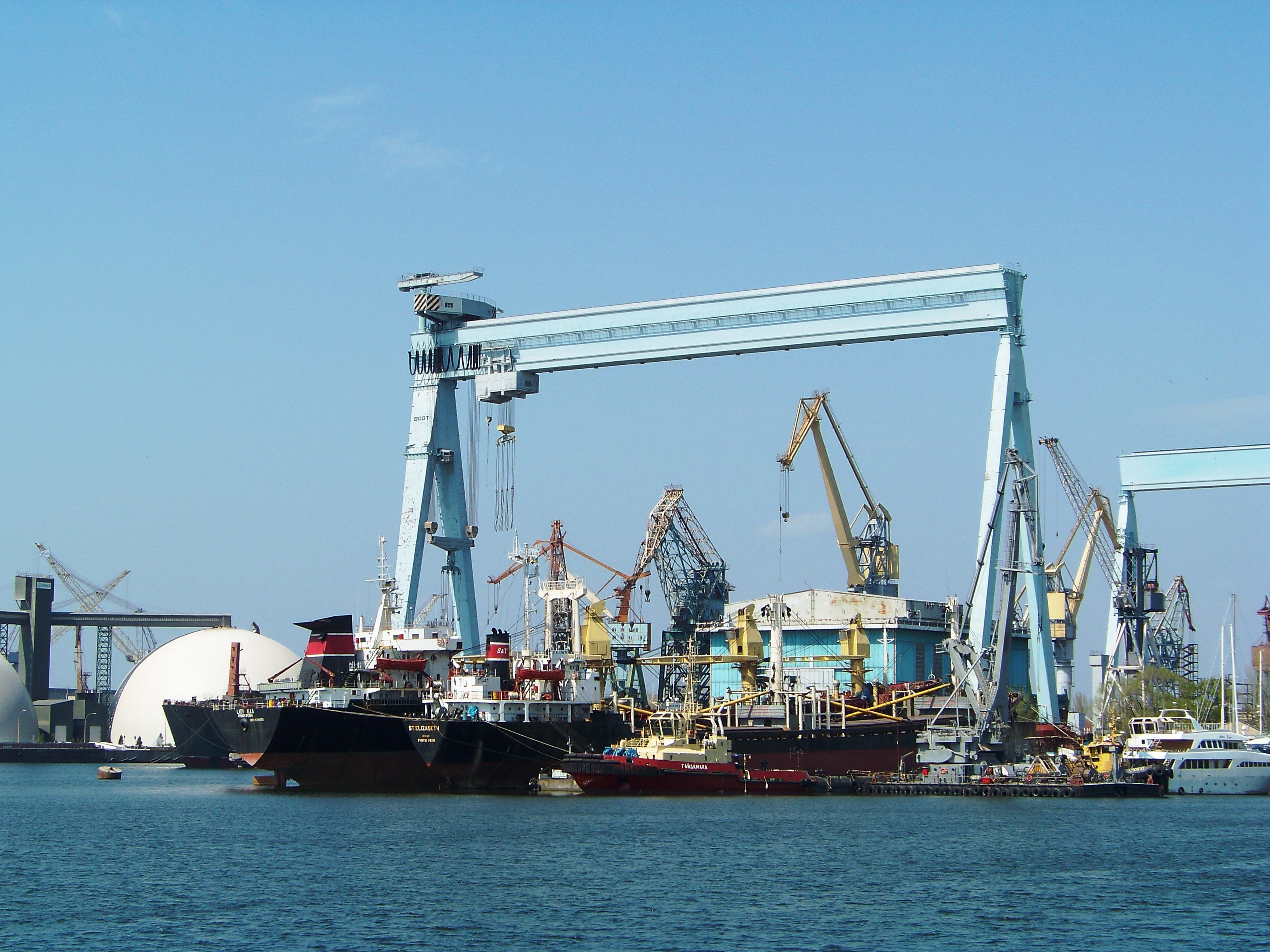
Чорноморський суднобудівний завод

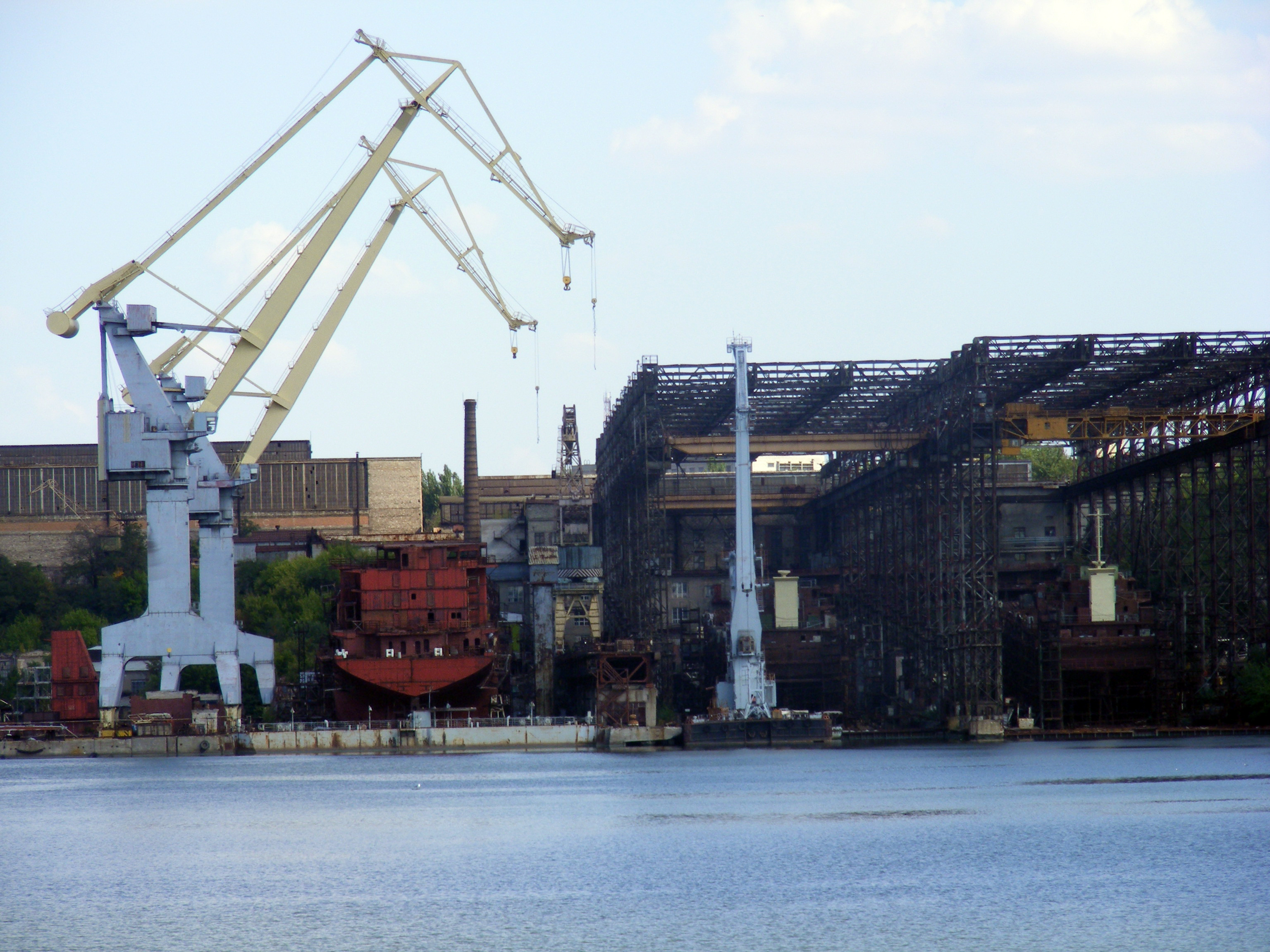
Миколаївський суднобудівний завод

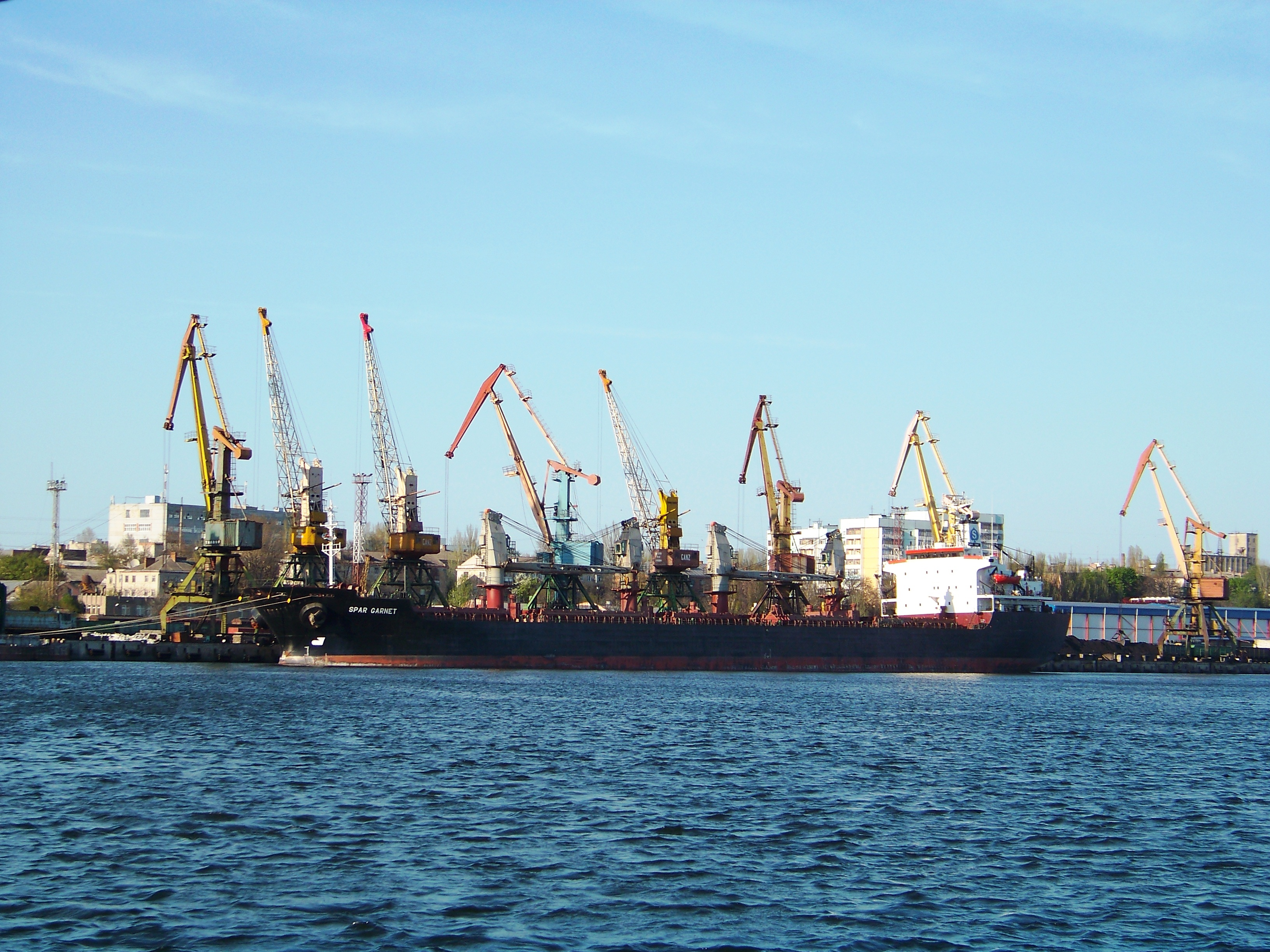
Миколаївський морський торговельний порт

Станом на 2014 рік суб'єктами переробної промисловості реалізовано продукції у відпускних цінах підприємств (без ПДВ і акцизу) на суму 9,44,0[прояснити] млрд грн, у тому числі:
- металургійне виробництво — на 3,52 млрд грн,
- машинобудівної галузі — на 2,76 млрд грн,
- харчової галузі — на 1,66 млрд грн.

Промислові підприємства міста забезпечують до 50 % обсягів продукції суднобудування України, понад 90 % державного виробництва газових турбін, 80 % глинозему.
Крім важкої промисловості в місті розвинута харчова промисловість (особливе піднесення відбулося після 1991 року завдяки іноземним інвестиціям) — так, в Україні та за її межами користується незмінною популярністю продукція ТОВ «Сандора», ЗАТ «Лакталіс-Україна», пивзаводу «Янтар» тощо.
Найбільші миколаївські підприємства:
- Акціонерна холдингова компанія «Чорноморський суднобудівельний завод», найбільше суднобудівельне підприємство в Україні і одне із найпотужніших у Європі.
- Державне підприємство «Миколаївський суднобудівний завод».
- Миколаївський суднобудівний завод «Океан».
- ДП НВКГ «Зоря» — «Машпроєкт».
- Дослідно-проєктний центр кораблебудування.
- «Миколаївський глиноземний завод», найбільший виробник глинозему в Європі.
- Миколаївський авіаремонтний завод «НАРП».
- Миколаївський бронетанковий завод.
- Державне підприємство «Миколаївський морський торговельний порт».
- Державне підприємство «Дніпро-Бузький морський торговельний порт».
- Державне підприємство «Миколаївський ремонтно-механічний завод».
- «Миколаївський річковий порт».
- Спеціалізований морський порт «Ольвія».
- Спеціалізований морський порт «Ніка-Терра».
- Державне підприємство «Дельта-лоцман».
- Миколаївводоканал.
- Пивзавод «Янтар».
- ЗАТ «Лакталіс-Україна».
- ВАТ ДТ «Південний Буг».
- ТОВ «Сандора»[68]
- ТОВ «Хостінг Макс» тощо.[69]
- ЗАТ «Евері»[70]
- ТОВ «Миколаївський тепловозоремонтний завод».
- ТОВ «Миколаївський завод мастильного та фільтрувального обладнання».

## Інфраструктура
У місті є декілька мостів. Багато з тих мостів є розвідними. Унікальним є міст через Буг, відомий як Варварівський міст поєднує місто з одним з мікрорайонів на протилежному березі річки. Варварівський міст є частиною пан-європейського маршруту E58 (М14), що проходить півднем України ближче до моря. Варварівський міст є критично важливою переправою через Буг, найближчою альтернативою якому є переправа біля Вознесенська. Заплановане будівництво нового мосту.
В умовах совєтської єкономіки і адміністрування місто було не здатне на спорудження додаткових переправ не дивлячись на зріст населення[джерело?]. У Миколаєва також відсутній об'їздний маршрут.

### Транспорт
Місто є транспортним вузлом, через який пролягають низка автошляхів:
- європейського значення: E58 (Відень — Братислава — Кошиці — Ужгород — Бая-Маре — Ясси — Кишинів — Одеса — Миколаїв — Маріуполь — Ростов-на-Дону);
- міжнародного значення: М14 (Одеса — Мелітополь — Новоазовськ);
- національного значення: Н14 (Олександрівка (Кіровоградська область, селище) — Миколаїв); Н11 (Дніпро — Кривий Ріг — Миколаїв).

Місто є вузлом залізничних ліній на Одесу, Херсон, Снігурівку, Долинську. Відстань від Миколаєва до Києва — 494 км.
Громадський транспорт міста Миколаїв:
- маршрутні таксі — як і в багатьох містах сучасної України є основним видом громадського транспорту;
- автобуси;
- тролейбуси — перша черга стала до ладу 30 жовтня 1967 року;
- трамваї — з 5 січня 1915 року. На початку 21 — го століття на вулицях міста курсувало 145 трамвайних вагонів, які перебувають у власності «Миколаївелектротранс».[72]

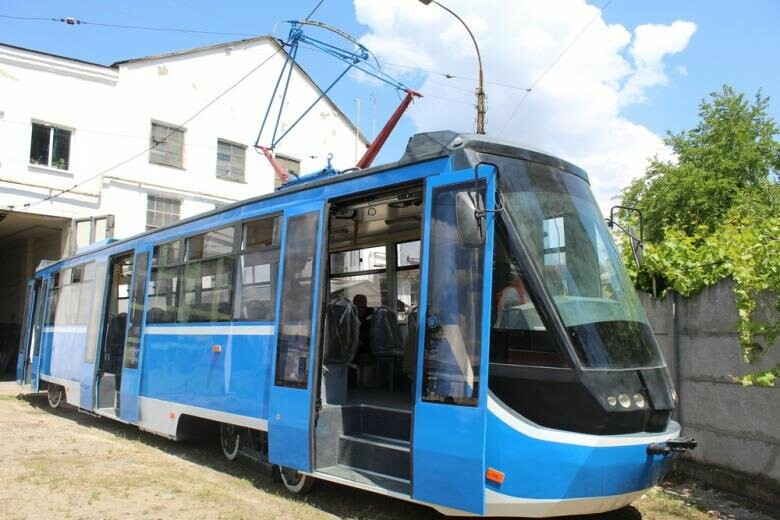
Миколаївський трамвай
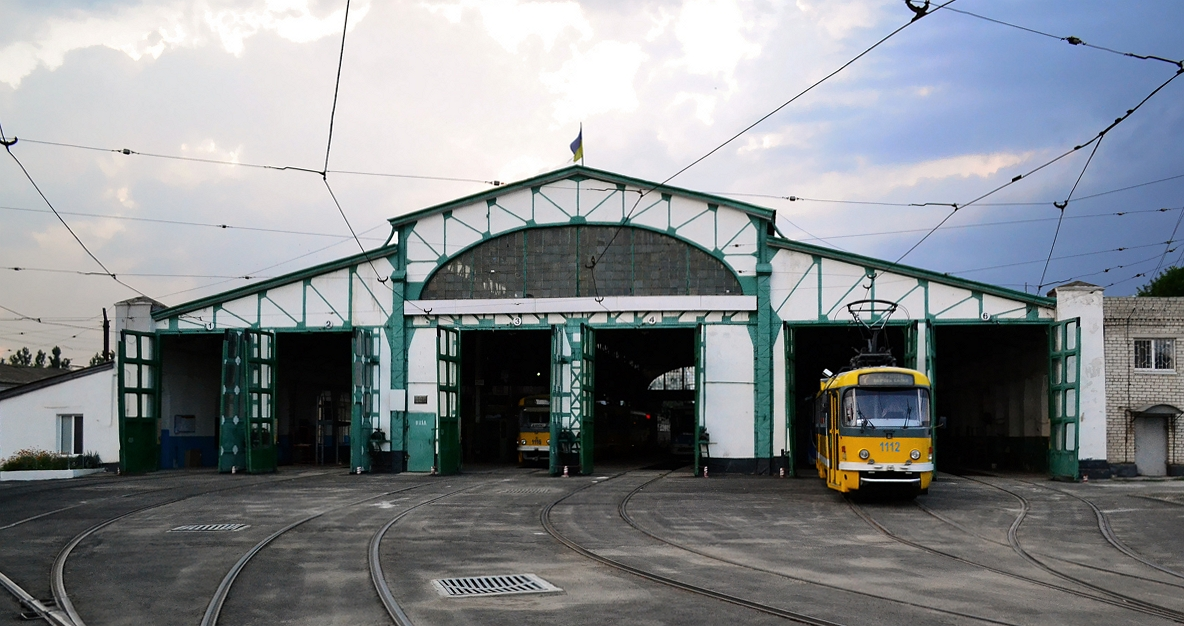
Трамвайне депо
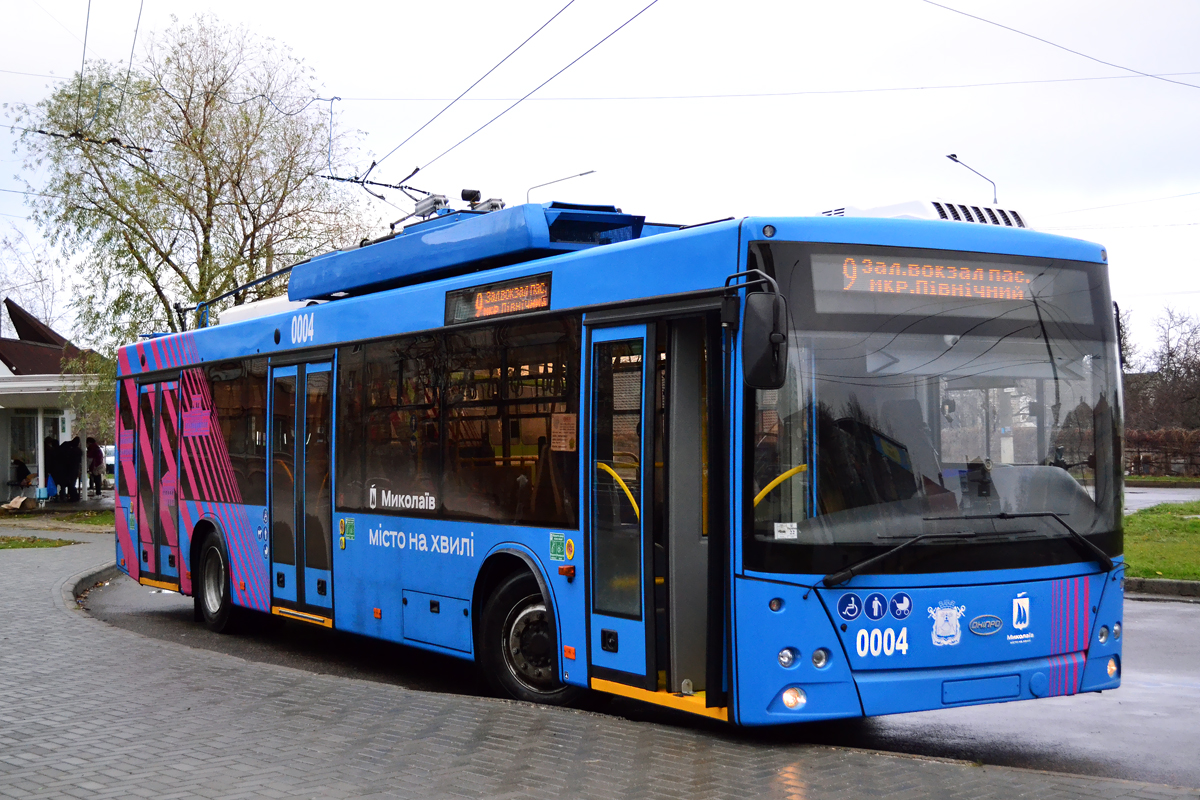
Миколаївський тролейбус

Головною магістраллю міста є Центральний проспект (колишні назви — Херсонська вулиця, проспект Леніна), що переходить у Херсонське шосе.
Миколаїв є важливим вузлом автомобільного, автобусного, залізничного, морського і повітряного сполучення.
У стані відновлення авіасполучення міжнародний аеропорт. Окрім міжнародного аеропорту, який знаходиться дещо на північ від міста, на східних околицях Миколаєва є авіабаза Кульбакине, яка відігравала критичну роль під час «холодної війни».

## Символіка

Туристичний логотип Миколаєва

Невіддільною частиною історії міста є його символіка. До неї відносяться герб, прапор, гімн і логотип Миколаєва.
7 жовтня 1803 року імператором Олександром I затверджено перший герб Миколаєва, котрий було змінено 16 березня 1883. 26 вересня 1997 року на засіданні Миколаївської міської ради було затверджено сучасний герб Миколаєва.
У 1883 році, до 100-річчя міста, Миколаївська міська Дума затвердила прапор міста. 10 вересня 1999 року, з нагоди 210-річчя Миколаєва, прапор було освячено і піднято над будівлею міськвиконкому.
11 вересня 2004 року Миколаївська міська рада затвердила гімн Миколаєва, створений авторським колективом під керівництвом Анатолія Сироти.
У вересні 1996 року Миколаївська міська рада затвердила почесний знак «Городянин року», яким відзначають заслуги будь-якого громадянина в будівництві демократичного правового суспільства, в економічній, науково-технічній, гуманітарній, соціально-культурній сферах, у вихованні дітей, у спорті, у захисті інтересів міста Миколаєва та нарощуванні його авторитету як в Україні, так і на міжнародному рівні.
З 1998 року присвоєння звань «Городянин року» і «Людина року» здійснюється в рамках загальноміської програми «Людина року». Міський оргкомітет, який з 1998 по 2013 незмінно очолював Валерій Карнаух, присвоює звання за результатами експертного й газетного опитувань.
У вересні 2019 року, з нагоди 230-річчя міста, було презентовано туристичний та громадський логотип Миколаєва. Логотип являє собою літеру «М» стилізовану під повні вітрила над хвилями, зверху за вітром майорить прапор, що символізує рух вперед і розвиток міста. 24 грудня 2020 року міська рада Миколаєва ухвалила рішення затвердити цей логотип як офіційний туристичний логотип Миколаєва.
Ще одним неформальним символом міста став артоб'єкт «МИ», концепція якого стала переможцем у відкритому конкурсі серед дизайнерів міста. Автор ідеї, дизайнер Роман Дорошенко, спробував передати дух Миколаєва, як мультикультурного і багатонаціонального міста: «МИ різні, але живемо разом, розуміємо один одного і створюємо місто, у якому хочеться жити. МИ здатні змінити Миколаїв на краще. МИ відповідальні за свою територію».

## Засоби масової інформації
У Миколаєві розвинуті як місцеві електронні, так і друковані ЗМІ (станом на кінець 2000-х років).
З Миколаєва здійснюють радіомовлення дві Міжнародні радіостанції «Шансон Плюс» та радіо «Sfera Music»
Прикметною рисою миколаївських ЗМІ є їхня майже тотальна російськомовність.

### Преса
Первістком незалежної преси в місті була газета «Чорноморія» — орган ради осередків регіональної організації НРУ, видавалась від грудня 1989 по січень 1991 рр. (загалом 11 чисел). Головні сучасні друковані інформаційні суспільно-політичні періодичні видання Миколаєва (разові наклади, тис. прим.):
- «Рідне Прибужжя» (30) — офіційне передплатне видання Миколаївської області українською мовою.
- «Южная правда» (25) — найстарша за часом видання суспільно-політична обласна газета[76].
- «Вечерний Николаев» (10) — міська суспільно-політична газета[77].
- «Николаевские новости» — суспільно-політичний тижневик і популярним вебресурсом[78].
- Журнал «NL» — друкована версія онлайн видання NikLife.

Також у місті бурхливо розвивається спектр комерційних інформаційних, бізнесових видань.

### Електронні

«Південна правда» — одне з найстаріших і тиражних видань

Маяк.media [Архівовано 25 січня 2020 у Wayback Machine.] — міське інтернет-видання, запущене 2018 року колективом газети «Маяк» та Агенцією розвитку локальних медіа «Або».

### Миколаївські телекомпанії
- Суспільне Миколаїв — регіональний телеканал у Миколаєві та Миколаївській області.
- Телерадіокомпанія «Сатурн» — виробництво власних програм і трансляція на 35-му каналі;
- Комунальне підприємство телерадіокомпанія «МАРТ» — виробництво власних інформаційних і публіцистичних програм і трансляція на 31-му каналі.
- TAK-TV — єдина в Україні ефірна студентська телекомпанія, яка транслює програми 24\7[80].

У Миколаєві діє незалежне інформаційно-аналітичне агентство «Контекст-Причорномор'я» (крім Миколаївської, працює також у Одеській та Херсонській областях).
Місцевий інтернет представлений переважно інформаційно-популярними порталами: інформаційно-аналітичне видання «Преступности. НЕТ», інтернет-журнал NikLife, онлайн-видання «Губернський Тиждень», обласна інтернет-газета «Новости— N», суспільно-політичне видання «НикВести», Новинний журнал Sfera — info.та деякі інші.

### FM-радіостанції
На території міста в межах радіочастот FM-діапазону своє мовлення проводять 19 всеукраїнських та регіональних радіостанцій:
| №п/п | Частота, МГц | Назва                                                 | Логотип | Юридична особа | Ліцензія | Потужність | Адреса вежі                   | Передавач                  | RDS                                            |
| ---- | ------------ | ----------------------------------------------------- | ------- | -------------- | -------- | ---------- | ----------------------------- | -------------------------- | ---------------------------------------------- |
| 1    | 88,3         | «Громадське радіо»                                    |         |                |          | 0,1 кВт    | вул. Веселинівська, 59        | МФКРРТ (Варварівський РПЦ) | HROMAD. / RADIO ***** None ***** PI Code: 62F4 |
| 2    | 88,8         | «Радіо Промінь»                                       |         |                |          | 2 кВт      | вул. В'ячеслава Чорновола, 1  |                            |                                                |
| 3    | 89,5         | «Радіо Байрактар»                                     |         |                |          | 1 кВт      | вул. В'ячеслава Чорновола, 1  |                            |                                                |
| 4    | 90,8         | «Шлягер FM»                                           |         |                |          | 0,2 кВт    | проспект Миру, 34             |                            |                                                |
| 5    | 91,5         | «Хіт FM»                                              |         |                |          | 0,25 кВт   | вул. В'ячеслава Чорновола, 1  |                            |                                                |
| 6    | 92,0         | «Українське радіо / Українське радіо. Миколаїв»       |         |                |          | 0,5 кВт    | вул. Веселинівська, 59        | МФКРРТ (Варварівський РПЦ) |                                                |
| 7    | 93,4         | «Radio Relax»                                         |         |                |          | 1 кВт      | вул. В'ячеслава Чорновола, 1  |                            |                                                |
| 8    | 98,8         | «Країна ФМ»                                           |         |                |          | 0,5 кВт    | проспект Миру, 34             |                            |                                                |
| 9    | 99,2         | «Мелодія FM»                                          |         |                |          | 0,25 кВт   | вул. В'ячеслава Чорновола, 1  |                            |                                                |
| 10   | 100,1        | «Радіо Культура»                                      |         |                |          | 1 кВт      | вул. В'ячеслава Чорновола, 1  |                            |                                                |
| 11   | 100,8        | «Radio ROKS»                                          |         |                |          | 1 кВт      | вул. В'ячеслава Чорновола, 1  |                            |                                                |
| 12   | 102,1        | «Kiss FM»                                             |         |                |          | 1 кВт      | вул. В'ячеслава Чорновола, 1  |                            |                                                |
| 13   | 102,8        | «Наше радіо»                                          |         |                |          | 1 кВт      | вул. В'ячеслава Чорновола, 1  |                            |                                                |
| 14   | 103,3        | «Армія FM»                                            |         |                |          | 0,5 кВт    | вул. Веселинівська, 59        | МФКРРТ (Варварівський РПЦ) |                                                |
| 15   | 104,1        | «Перець FM»                                           |         |                |          | 0,5 кВт    | проспект Миру, 34             |                            |                                                |
| 16   | 104,6        | «Просто Раді.О» (немає мовлення)                      |         |                |          | 1 кВт      | Богоявленський проспект, 43-А | РПЦ ТРК «РадіоПрім»        |                                                |
| 17   | 105,1        | «Радіо «П'ятниця»                                     |         |                |          | 1 кВт      | вул. В'ячеслава Чорновола, 1  |                            |                                                |
| 18   | 106,4        | «Авторадіо» (немає мовлення) (конкурс від 03.07.2025) |         |                |          | 1 кВт      | вул. В'ячеслава Чорновола, 1  |                            |                                                |
| 19   | 107,1        | «Люкс FM»                                             |         |                |          | 1 кВт      | проспект Миру, 34             |                            |                                                |
| 20   | 107,8        | «Radio NV»                                            |         |                |          | 1 кВт      | вул. Веселинівська, 59        | МФКРРТ (Варварівський РПЦ) |                                                |

Близько половини FM-радіостанцій ретранслюється з Варварівської РПЦ. Також здійснюється ретрансляція міжнародних радіостанцій «Sfera Music» та «Шансон Плюс».

### Пошта та зв'язок
На території міста працює чимало відділень пошти та доставки, серед яких основні:
- Укрпошта
- Нова Пошта

## Спорт

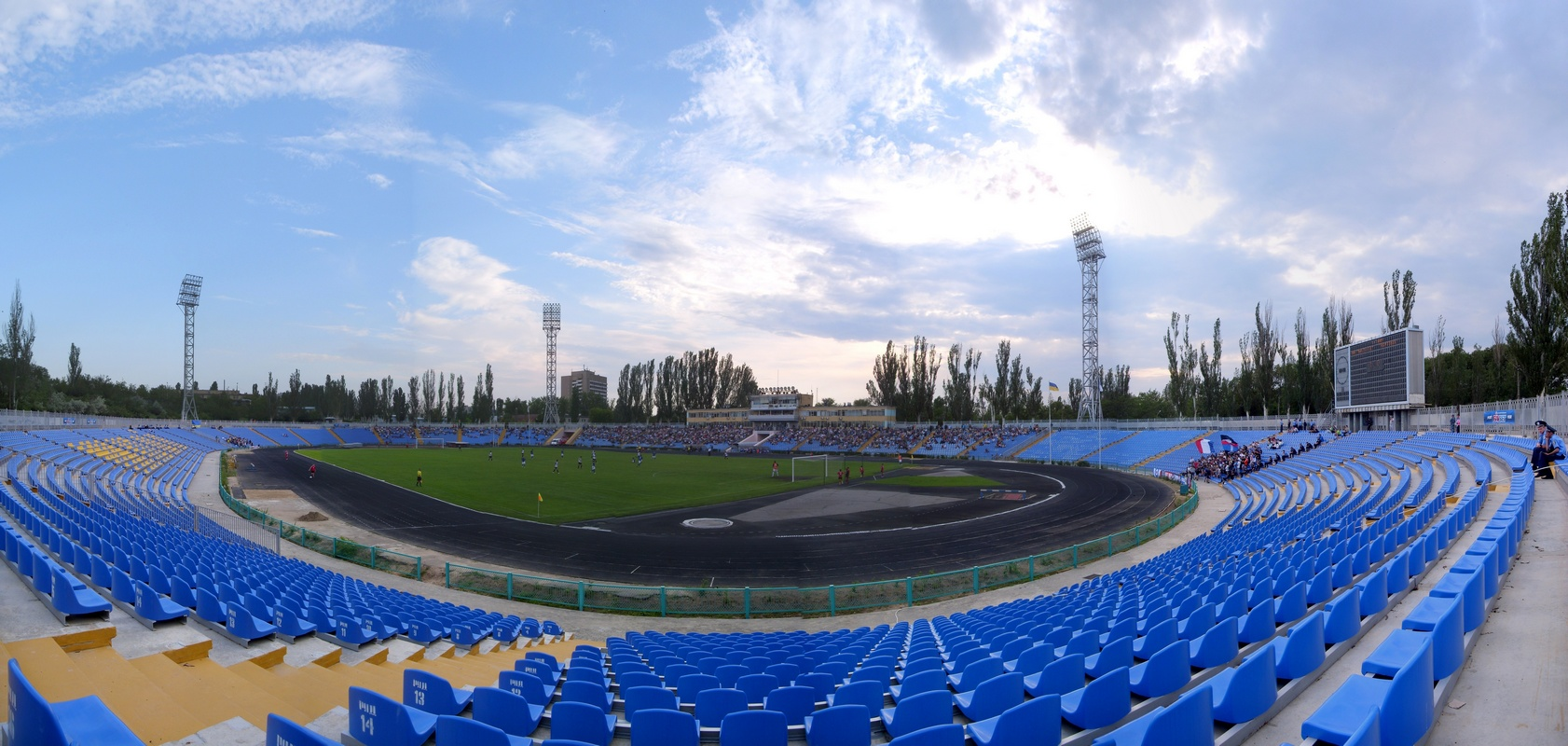
Центральний міський стадіон

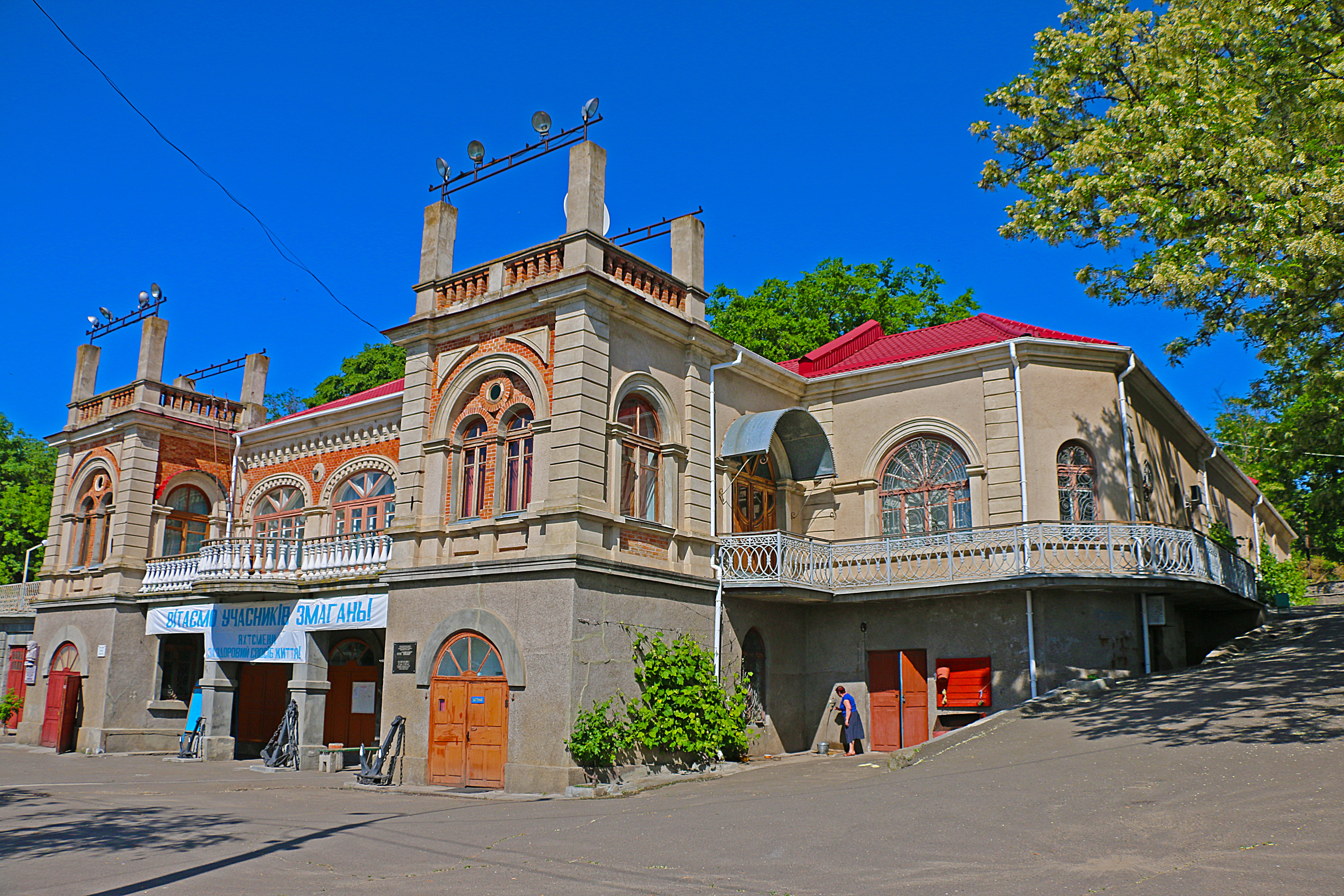
Миколаївський яхт-клуб

У Миколаєві працюють 25 дитячих і юнацьких спортивних шкіл із 36 видів спорту, у яких займаються близько 9,2 тис. осіб (середина 2000-х рр.).
Підготовку професіональних спортсменів здійснюють міське вище училище фізичної культури і спорту, школа вищої спортивної майстерності.
У місті розташовані 5 стадіонів, зокрема, Центральний міський стадіон, також 118 спортивних залів, 4 плавальних басейни, 21 тенісний корт.
Честь міста у чемпіонатах України захищають баскетбольний клуб МБК «Миколаїв» і футбольна команда МФК «Миколаїв» (у сезоні 2016/2017 виступає в Першій лізі українського Чемпіонату з футболу). В американському футболі місто представляє команда «Миколаївські Вікінги».
У Богоявленському житловому масиві, розташований спортивний комплекс плавальних басейнів «Водолій». Комплекс має два блоки. У першому блоці розташований 50-ти метровий олімпійський басейн, басейн гідромасажу з гіркою та окремий дитячий басейн для дітлахів до 8 років. Влітку відкривається територія пляжу на якій розташовані дитячий та дорослий басейни без підігріву. У другому блоці розташований басейн для спортсменів зі стрибків у воду та синхронного плавання. На базі спортивного комплексу працюють дві дитячі спортивні школи комерційна «ВОДОЛІЙ» та міська КДЮСШ «Україна».
З огляду на географічне розташування міста розвиток у Миколаєві набули вітрильний спорт (міський яхт-клуб) та пірнання з аквалангом (клуб «Садко»).

## Архітектура

### Визначні пам'ятки і пам'ятники

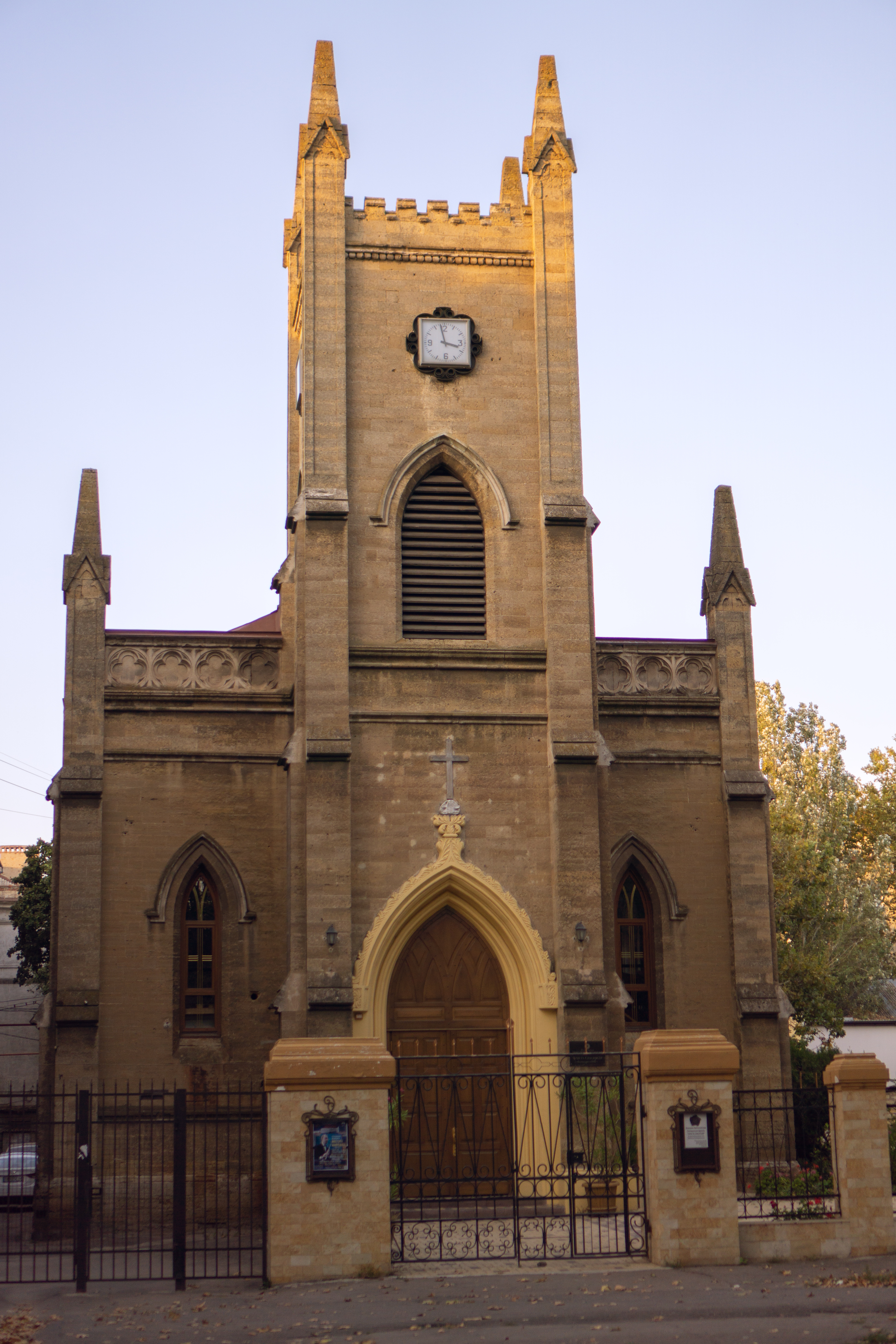
Лютеранська церква Христа Спасителя

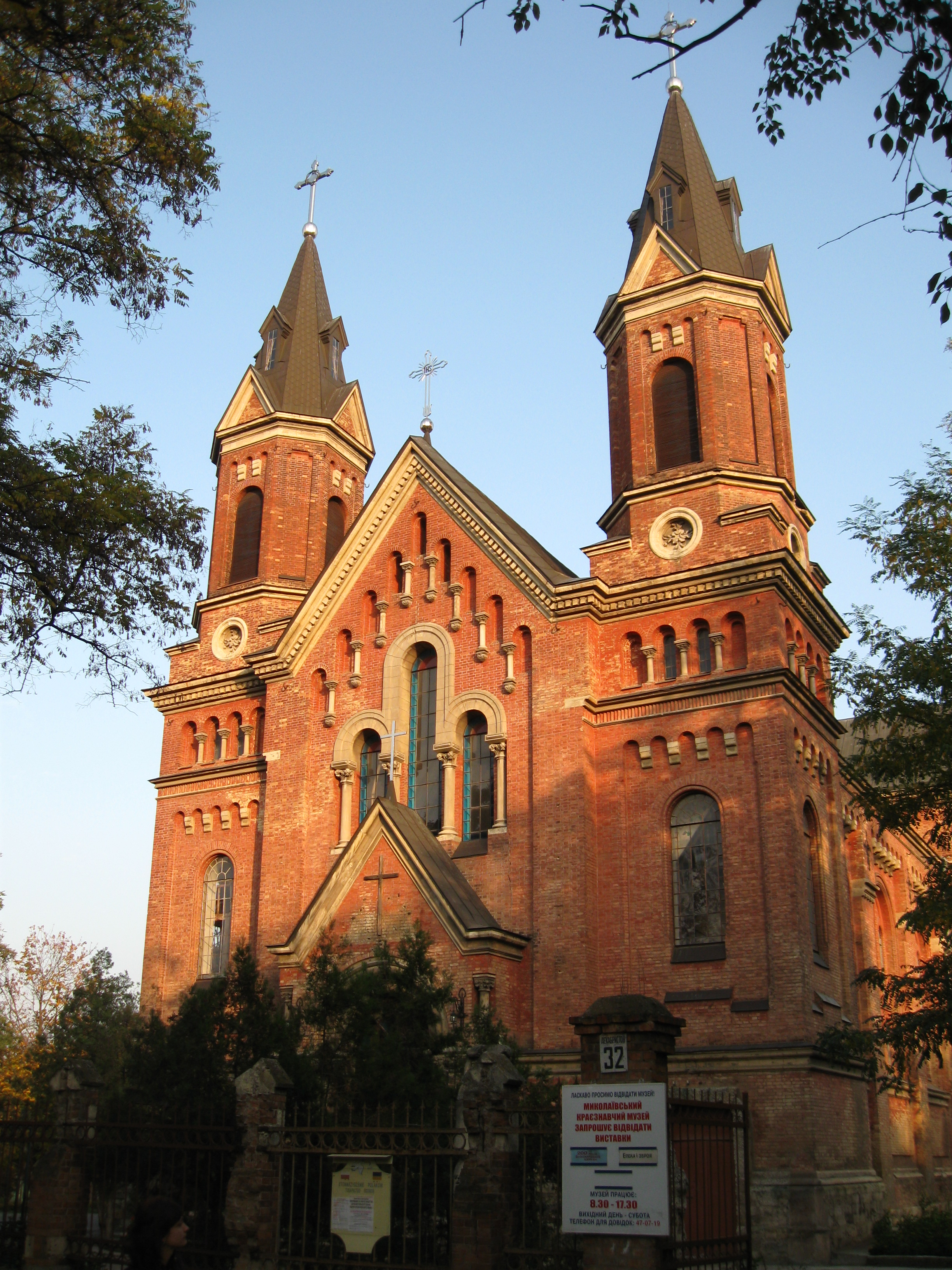
Костел святого Йосипа

У 1790 році було складено регулярний план міста (архітектори Іван Старов, Іван Князєв та Франц де Воллан) з прямокутною сіткою вулиць та центральною площею на перехресті двох головних магістралей.
До прикметних архітектурно-історичних пам'яток міста належать:
- Штаб командувача Чорноморським флотом (1793 рік; архітектор Петро Неєлов) — нині це Музей суднобудування і флоту;
- Комплекс будівель Морського відомства;
- Олександрівська чоловіча гімназія;
- Старофлотські казарми;
- Свято-Микільський соборний храм (1817 рік);
- Офіцерське зібрання (1824 рік; архітектор Рулєв);
- Обсерваторія Чорноморського флоту (1827 рік; архітектор Федір Вунш) — нині це Миколаївська астрономічна обсерваторія;
- Кафедральний собор Свято-Різдва Богородиці (1800—28);
- Костел святого Йосипа (1891—1895; архітектор Владислав Домбровський);
- Яхт-клуб (1904 рік; архітектор Леопольд Роде);
- Миколаївська кенаса — культова споруда караїмів;
- Миколаївська синагога (1877).
- Станція телеграфної лінії Лондон-Делі (кінець XIX — початок XX ст.)

Серед споруд у Миколаєві доби СРСР:
- Будинок обкому (1954, архітектори С. Косенко та М. Бабаян).
- Готель «Україна» (1958, архітектор В. Скуратовський).
- Миколаївський педагогічний інститут (1966, архітектори Г. та В. Скуратовські).
- Комплекс будівель — Будинок зв'язку, Будинок Спілок, Будинок проєктних організацій (1970, архітектори С. Якимович та В. Добровольська).
- Будинок художника (1971, архітектор Є. Киндяков).
- Будинок політосвіти (1974, архітектор М. Никифоров)[89].

У місті значне число пам'ятників, зокрема, присвячених кораблям і командувачам російського флоту (деякі з них установлені до 1917 року).

### Меморіали та кладовища
У 2015 році на балансі комунального підприємства «Миколаївська ритуальна служба» знаходяться 15 кладовищ, з них закритих 9. Найбільшими з них є Мішковський цвинтар (122 га) і Некрополь Миколаєва (32,9 га).

### Протизаконна забудівля
Починаючи з 2000-х років у місті було зведено значну кількість малих архітектурних форм (МАФ) та встановлено велику кількість білбордів, значна частина яких є протизаконною, що, загалом, призвело до захаращення міста. Новий архітектурний стиль міста отримав неофіційну назву «будкоград». Частково цю проблему почав вирішувати новообраний мер міста Олександр Сенкевич — з 2016 до 2017 року було ліквідовано 160 МАФів і 360 білбордів.

## Кулінарія
Миколаїв — місто поблизу Дніпро-Бузького лиману, тому не дивно, що у фірмових стравах місцевої кухні є риба. Однією з таких рибних страв стала юшка по-миколаївськи. Кажуть, що юшка по-миколаївськи була народжена на Кінбурнській косі, на тій її частині, що знаходиться у Миколаївській області. Серед інгредієнтів для юшки по-миколаївськи є і звичні риба, картопля та спеції. Відмінною ж рисою фірмової миколаївської юшки є те, що під час готування до неї додається томатний сік або томатна паста. А подається юшка по-миколаївськи з пікантним соусом зі сметани з часником із сіллю та перцем.
Трапляються також інтерпретації рецепту юшки по-миколаївськи з консервованою рибкою.
Борщ із бичками, або як його ще називають, Матвіївський є стародавнім козацьким рецептом і може бути як червоним, так і зеленим. Справжній Матвіївський борщ треба варити в казані на багатті, адже, як правило, ця страва готувалася на велику кількість людей. Бичків для страви готували завчасно: після вилову їх промивали, висушували і смажили. Крім бичків, у рецепті борщу можна знайти картоплю, буряк, яйця, моркву, зелень, квасолю тощо. Борщ варять кілька годин, періодично помішуючи, а потім дають настоятися під закритою кришкою. В результаті, він виходить наваристий та густий.
Миколаївський наполеон — це солодка візитівка міста, і хоча рецепт був придуманий зовсім нещодавно він дивує поціновувачі абрикосовим кулі, заварним та фісташковим кремом, вкритий солоною карамеллю та прикрашений подрібненими фісташками.

## Відомі постаті

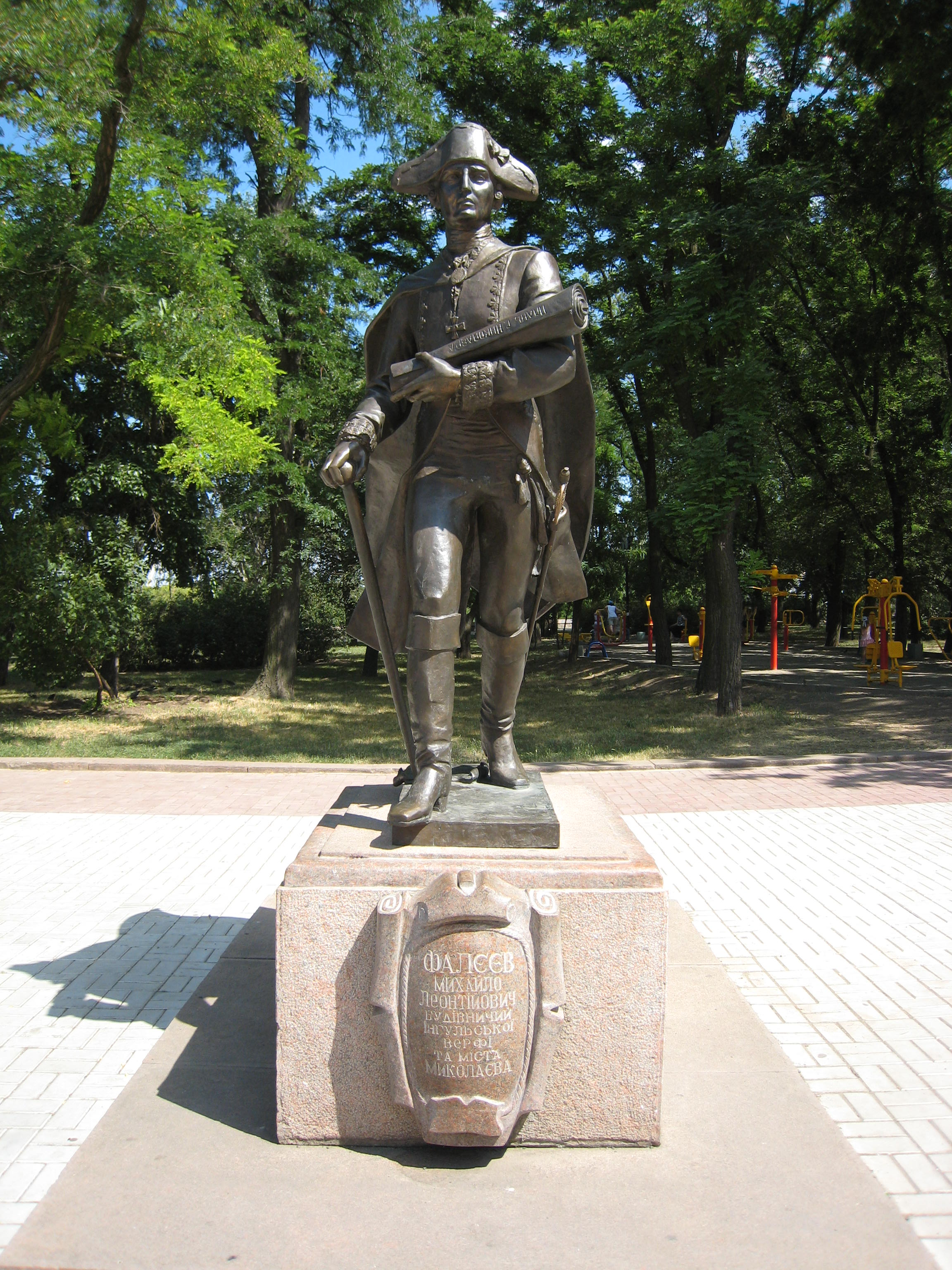
Михайло Фалєєв, перший громадянин міста

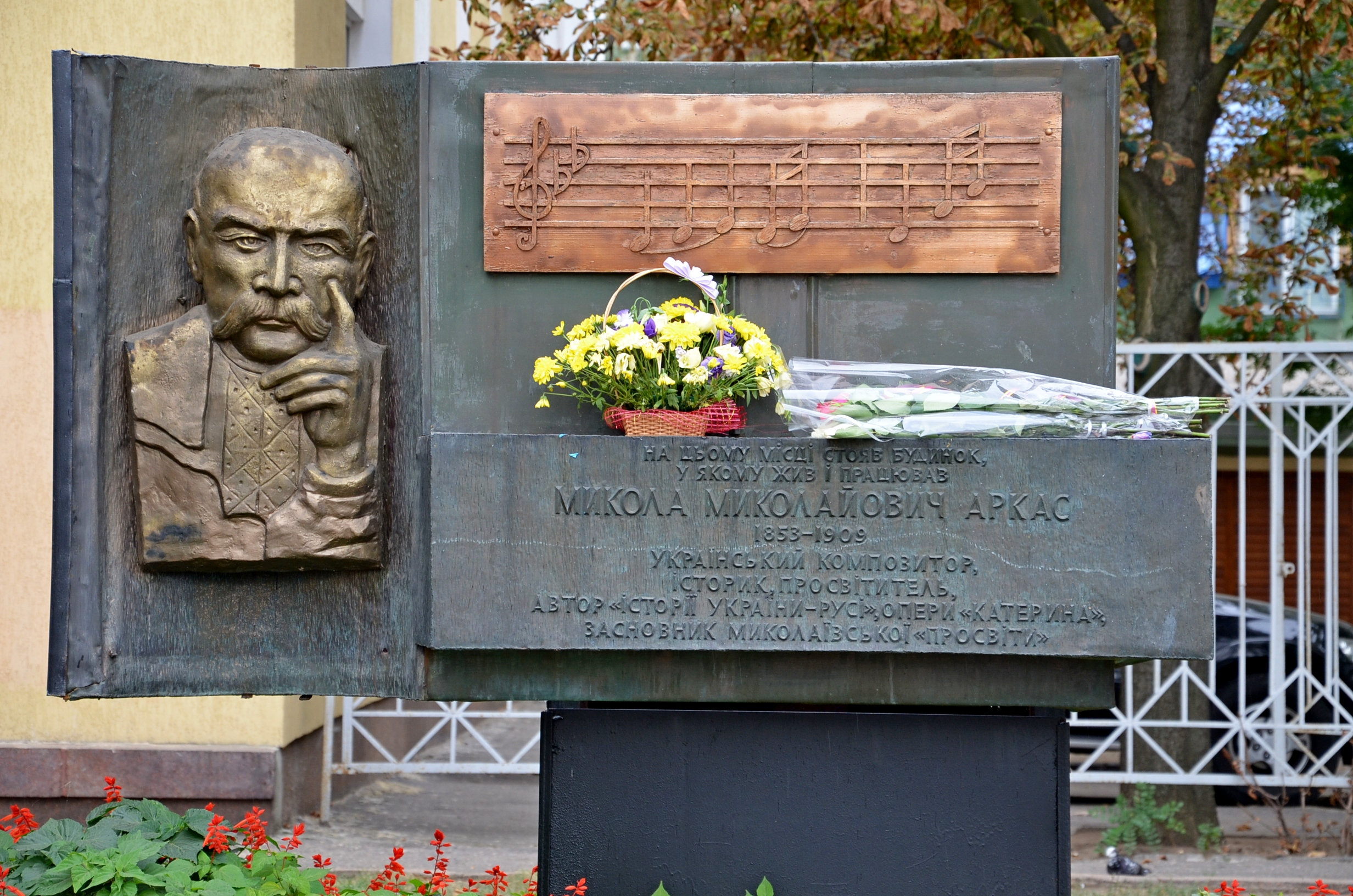
Пам'ятний знак Миколі Аркасу на вулиці Адміральській

- Аркас Микола Андрійович — командувач Чорноморського флоту Російської імперії, адмірал;
- Аркас Микола Миколайович (молодший) — командир полку Дієвої армії Української Народної Республіки; завідуючий особистою охоронною командою гетьмана Павла Скоропадського; військовий комендант Києва;
- Аркас Микола Миколайович (старший) — відомий український історик і композитор, засновник і голова Миколаївської «Просвіти»;
- Бакаєв Олександр Олександрович — український учений-економіст, академік АН УРСР;
- Бжизицький Георгій Костянтинович — фахівець у галузі лісництва, громадсько-політичний діяч;
- Божій Михайло Михайлович — український живописець, народний художник СРСР;
- Бойко-Блохін Юрій — український літературознавець, професор Українського вільного університету (Мюнхен), громадський і політичний діяч, член Проводу ОУН;
- Бойченко Валерій Петрович — поет, громадський діяч;
- Бредіхін Федір Олександрович — астроном;
- Грегорі Брейт — американський вчений-фізик, один із піонерів прискорювальної техніки;
- Брусилов Георгій Львович — дослідник Арктики;
- Вишеславський Леонід Миколайович — поет, перекладач, літературознавець, лауреат Державної премії УРСР ім. Т. Г. Шевченка;
- Вротновський-Сивошапка Костянтин Германович — полковник ветеринарної служби Армії УНР;
- Годзиківський Іполит Якович (псевдо — Хмара) — військовий діяч часів УНР; командир 144-ї Надбужанської повстанської дивізії Дієвої Армії УНР, отаман Вільного Козацтва;
- Єгипко Микола Павлович — віцеадмірал Військово-Морського Флоту СРСР, Герой Радянського Союзу;
- Зражевський Олександр Іванович — радянський актор театру і кіно, чотириразовий лауреат Сталінської премії, народний артист СРСР;
- Ліппе Юрій Артурович — полковник Армії УНР[96];
- Ліліан Розанофф Лібер — українсько-американська математик;
- Макаров Степан Осипович — російський флотоводець, океанограф, кораблебудівник, віце-адмірал;
- Манганарі Михайло Павлович — російський адмірал, гідрограф, головний командир Миколаївського порту у 1863—1873 рр., головний командир Чорноморського флоту і портів та військовий губернатор Миколаєва.
- Менахем Мендл Шнеєрсон — духовний лідер хасидського руху Хабад[97];
- Образцов Володимир Миколайович — залізничник, академік АН СРСР;
- Харлан Ольга Геннадіївна — українська фехтувальниця (шабля), олімпійська чемпіонка;
- Хомрова Олена Миколаївна — українська фехтувальниця (шабля), олімпійська чемпіонка;
- Чебаненко Іван Ілліч — український геолог-тектоніст, академік НАН України, заслужений діяч науки і техніки України, лауреат Державної премії України в галузі науки і техніки;
- Чернавін Володимир Миколайович — Герой Радянського Союзу, адмірал флоту, головнокомандувач ВМФ СРСР — заступник міністра оборони (1985—1992), головнокомандувач ВМФ Росії;
- Чурюмов Клим Іванович — український астроном і дитячий письменник, першовідкривач комет Чурюмова-Герасименко та Чурюмова — Солодовникова.

## Міжнародна співпраця
Місто Миколаїв є членом Міжнародного чорноморського клубу, бере участь у роботі Всесвітньої ради екологічних ініціатив (ICLEI) та є учасником міжнародної ініціативи CIVITAS від Європейської Комісії.
Містами-побратимами Миколаєва є такі міста:
- Батумі, Грузія (1995)
- Тяньцзінь, Китайська Народна Республіка (2001)
- Нілюфер, Бурса, Туреччина (2002)
- Галац, Румунія (2003)
- Плевен, Болгарія (2005)
- Боржомі, Грузія (2006)
- Дечжоу, Китайська Народна Республіка (2009)
- Кутаїсі, Грузія (2012)
- Чжоушань, Китайська Народна Республіка (2016)
- Вейхай, Китайська Народна Республіка (2020)[99]
- Ганновер, Німеччина (2022)[100]
- Бедбург, Німеччина (2022)[101]
- Крістіансанн, Норвегія (2023)[102]
- Ольборг, Данія (2023)[103]
- Дуррес, Албанія (2024)[104]
- Холм, Польща (2023)
- Сент-Гелієр, Велика Британія (2023)[105]
- Зіндельфінген, Німеччина (2024)[106]
- Глазго, Велика Британія (2024)[107]
- Котка, Фінляндія (2024)
- Треллеборг, Швеція (2025)[108]